# مه ۲۰۱۰
مه ۲۰۱۰ یکی از ماه‌های ۲۰۱۰ (میلادی) است.

## ۱ مه ۲۰۱۰
- دستگیری چند تن در کویت به اتهام جاسوسی برای سپاه پاسداران

یک گروه هفت نفره متهم به جاسوسی برای سپاه پاسداران جمهوری اسلامی ایران در کویت دستگیر شدند. روزنامه القبس چاپ کویت به نقل از مقام‌های سازمان‌های اطلاعاتی کویت اعلام نمود که این افراد در وزارت دفاع و وزارت کشور کویت کار می‌کردند.رادیو فردا دویچه وله
- روز کارگر در ایران

در حالی که دولت ایران امسال بر خلاف رویه همیشگی به خانه کارگر اجازه برگزاری راهپیمایی در روز کارگر را نداده، از ایران خبر می‌رسد که تدابیر امنیتی ویژه‌ای در این روز در شهرهای مختلف اعمال شده‌است.تصاویر ویدیویی که در سایت یوتیوب منتشر شده‌است گزارش رسانه‌های خبری مخالفان دولت ایران را تأیید می‌کند که مأموران انتظامی و امنیتی در خیابان آزادی تهران، محدوده نزدیک به ساختمان وزارت کار، مستقر شده‌اند.همچنین سایت کلمه، پایگاه خبری نزدیک به میرحسین موسوی، از برگزاری تجمع‌های اعتراضی کارگران در شهرهای شیراز، تبریز و قزوین خبر می‌دهد.بر اساس گزارش این سایت، تعداد زیادی از کارگران کارخانه چینی البرز که ماه هاست حقوق دریافت نکرده‌اند، در ورزشگاه یادگار امام قزوین تجمع کرده و شعارهای اعتراضی سر داده‌اند.سایت کلمه همچنین گزارش‌هایی را نقل کرده‌است که بر اساس آنها، کارگران در تبریز در مقابل اداره کار این شهر تجمع کرده و در اعتراض به اخراج‌های گسترده، بی کاری و فقر شعار داده‌اند.بی‌بی‌سی فارسی ، رادیو زمانه
- حضور احمدی نژاد در دانشگاه تهران و تجمع اعتراضی دانشجویان

دانشجویان دانشگاه تهران ظهر امروز پس از آنکه از حضور بی سرو صدای احمدی نژاد در دانشگاه خود مطلع شدند، با اجتماع در مقابل محل سخنرانی به حضور وی به اعتراض پرداختند.به گزارش کلمه محمود احمدی نژاد بدون هیچ گونه اطلاع رسانی و اعلام قبلی امروز به صورت ناگهانی در همایش حکمت که به مناسبت بزرگداشت شهید آیت الله مطهری در دانشگاه تهران برگزار شده بود حاضر شد.این مراسم در تالار ابن سینای دانشگاه برگزار شد و حضور گارد ویژه نیروهای انتظامی بسیار چشمگیر بود.نیروهای گارد اجازه ورود دانشجویان را به داخل سالن نمی‌دادند .گفته می‌شود تنها دانشجویان خاص اجازه حضور در تالار را داشتند که با هماهنگی قبلی وارد سالن می‌شدند.جرس گزارش داده  دانشجویان که تعدادشان بیش از ۲۰۰۰نفر بود، سپس به سمت سردر دانشگاه تهران رفته و شعارهایی نظیر«دولت …، نمی‌خواهیم، نمی‌خواهیم»، «نصرمن الله و فتح قریب»، «…حیا کن، دانشگاه رو رهاکن»،«مرگ بر دیکتاتور»، «یا حسین، میرحسین»،«موسوی زنده باد، کروبی پاینده باد»  و… پرداختند.کلمه

## ۲ مه ۲۰۱۰
- سپاهان قهرمان لیگ برتر فوتبال ایران شد

تیم فوتبال سپاهان اصفهان با تساوی مقابل ابومسلم مشهد، عنوان قهرمانی نهمین دوره لیگ برتر فوتبال ایران را نصیب خود کرد. همچنین سقوط تیم‌های استقلال اهواز و ابومسلم مشهد به دسته اول مسجل شد.بی بی سی فارسی ،خبر آن لاین
- تمدید دوره شورای سوم تاانتخابات ریاست جمهوری در کمیسیون شوراها تصویب شد

در جلسه امروز این شورا جزئیاتی که از پیش مورد بررسی قرار گرفت منجر به تصویب نهایی تمدید دوره سوم شوراها و همچنین برگزاری همزمان این انتخابات با دوره یازدهم ریاست جمهوری شد.سرخط به نقل از مهر
- پلیس نیویورک: می‌خواسته‌اند در میدان تایمز گوی آتشین بیاندازند

پلیس نیویورک می‌گوید کسانی که مسئول پارک خودرویی حامل مواد منفجره در میدان تایمز این شهر بوده‌اند، قصد داشته‌اند با انفجار آن، گویی بزرگ از آتش را به میان پر ازدحام ترین ناحیه توریستی بیاندازند.هیچ مدرکی دال بر انجام این حمله توسط طالبان وجود ندارد.بی بی سی فارسی،ای‌بی‌سی نیوز، Yahoo News
- تظاهرات مردم در کابل علیه دولت ایران

شماری از ساکنان کابل در اعتراض به آنچه که بدرفتاری دولت ایران با پناهجویان افغان در این کشور می‌خوانند، در برابر ساختمان سفارت ایران در کابل تظاهرات کرده‌اند. این افراد با محکوم کردن «اعدام» چندین شهروند افغان در ایران، از حکومت افغانستان خواستند تا این مسئله را با جدیت دنبال کند. شرکت‌کنندگان با سر دادن شعارهایی بر ضد دولت ایران، قوه قضاییه، رییس جمهور و رهبر جمهوری اسلامی ایران را به دلیل اعدام مهاجران افغان را محکوم کردند. تظاهرکنندگان به مقام‌های دولتی ایران دشنام می‌دادند و آنها را خائن خطاب می‌کردند. خشم تظاهرکنندگان به حدی بود که حتی آدمک ساخته‌شدهٔ محمود احمدی‌نژاد را به آتش کشیدند و شعار مرگ بر احمدی‌نژاد سر دادند.بی‌بی‌سی فارسی دویچه‌وله

## ۳ مه ۲۰۱۰
- احمدی‌نژاد: پیمان N.P.T به D.N.P.T تغییر یابد

احمدی نژاد در کنفرانس بازنگری معاهده منع گسترش تسليحات اتمی که در مقر سازمان ملل در نیویورک برگزار شد به سخنرانی و بیان مواضع جمهوری اسلامی ایران در این رابطه پرداخت. وی در قسمتی از سخنانش اعلام کرد  که پیمان N.P.T بايد به D.N.P.T (معاهده خلع سلاح و عدم اشاعه سلاحهای هسته ای) تغيير يابد و خلع سلاح در محور ماموريتهای آن و با سازوکارهای روشن، الزام آور، موثر و با تضمينهای مطمئن بين المللی تعبيه شود.تایم،News.com.au+afp،الف آفتاب
- خروج نمایندگان چند کشور هنگام سخنرانی احمدی نژاد

در هنگام سخنرانی محمود احمدی‌نژاد در کنفرانس بازنگری معاهده منع گسترش تسليحات اتمی، نمایندگان کشورهای فرانسه، آمریکا ،بریتانیا،آلمان ،کانادا،مجارستان ،نیوزلند ، هلند،فنلاند ،جمهوری چک و مراکش جلسه را ترک کردند. تایم،News.com.au+afp
- اعلام آمادگی ایران برای مهار نشت نفت در خلیج مکزیک

مدیر عامل شرکت ملی حفاری ایران از آمادگی این شرکت برای کمک به مهار نشت نفت خام از سکوی نفتی در خلیج مکزیک خبر داد. به گفته وی، متخصصان ایرانی در زمینه مهار و کنترل نشت نفت از سکوهای نفتی در دوره جنگ ایران و عراق تجربیاتی آموخته‌اند و می‌توانند در مهار هر نوع فوران و نشت نفت از سکوهای دریایی اقدام کنند. بی‌بی‌سی فارسی
- تردید ایران برای کاهش روابط با بریتانیا

نایب رئیس کمیسیون امنیت ملی و سیاست خارجی مجلس شوراس اسلامی اعلام کرد که نظر دو وزارتخانه امور خارجه و اطلاعات جمهوری اسلامی ایران «در کاهش سطح رابطه سیاسی با انگلیس از سطح سفیر به کاردار موافق هستند»، اما برای کاهش رابطه سیاسی «ملاحظاتی» از سوی این وزارتخانه‌ها مطرح شده‌است. بی‌بی‌سی فارسی، ایلنا، دیپلماسی ایران، آفتاب نیوز، رادیو فردا
- وزیر پیشین ارتباطات ایران مورد حمله قرار گرفت

احمد معتمدی، وزیر ارتباطات در دولت محمد خاتمی و عضو هیئت علمی دانشگاه صنعتی امیرکبیر صبح روز دوشنبه ۱۳ اردیبهشت ۱۳۸۹ در پردیس دانشگاه امیرکبیر با اسلحه سرد مورد حمله قرار گرفت. وی پس از این حمله به بیمارستان مهر منتقل شد. حال عمومی او وخیم گزارش شده‌است. بی‌بی‌سی فارسی
- ادغام شرکت‌های هواپیمای کانتیننتال و یونایتد

دو شرکت هواپیمایی آمریکایی کنتیننتال ایرلاینز و یونایتد ایرلاینز برای ادغام به توافق دست یافتند. شرکت جدید بزرگترین شرکت هواپیمایی  دنیا خواهد بود. هواپیماهای شرکت جدید با لوگوی کانتیننتال و نام یونایتد پرواز خواهند کرد، و مرکز آنها در شیکاگو خواهد بود. بی‌بی‌سی، کانتیننتال

## ۴ مه ۲۰۱۰
- درخواست مجدد آزادی آمریکاییان اسیر در ایران

گروهی از سناتورهای آمریکا در یک بیانیه آزادی سه کوهنورد آمریکایی در ایران را مجددا خواستار شدند. سه دانش‌آموختهٔ دانشگاه برکلی ۹ ماه است که به اتهام جاسوسی در ایران در اسارت به سر می‌برند. مادر یکی از این سه کوهنورد روز دوشنبه برای اعتراض به محمود احمدی‌نژاد در نیویورک وارد این شهر شد. بی‌بی‌سی فارسی، شبکه دوازده ایالت مینسوتا، گزارش ان پی آر
- دستگیری یک پاکستانی در ماجرای بمب‌گذاری نافرجام نیویورک

دو روز پس از بمب‌گذارى نافرجام در میدان تایمز (نیویورک)، اداره پلیس نیویورک یک مظنون پاکستانی بنام شهزاد فیصل که قصد خروج از آمریکا را داشت را در ارتباط با اين واقعه بازداشت كردند.
نیویورک دیلی، رادیو فردا
- همسر احمد زیدآبادی:در اتاق بازجویی تیرهوایی شلیک کرده‌اند

مهدیه محمدی، همسر احمد زیدآبادی که در اولین روزهای پس از انتخابات ریاست جمهوری بازداشت شده‌است به کمپین بین المللی حقوق بشر در ایران گفت نگران همسرش است که هم اکنون در زندان رجایی شهر کرج در شرایطی بسیار سخت و در بازداشتگاهی که فاقد هرگونه طبقه بندی زندانیان است در میان مجرمان عادی و بعضا خطرناک نگهداری می‌شود. او می‌گوید با وجود سپردن سندهایی به مبلغ ۵۰۰ میلیون برای آزادی همسرش در حال حاضر هم خود آقای زیدآبادی و هم این مبلغ وثیقه در بازداشت هستند.وی گفت: موارد نقض قانون در برخورد با پرونده ایشان بسیار زیاد است. از همان روز اول ساعت ۱۰ شب که ایشان را از در خانه ربودند (این اصطلاحی است که من همیشه استفاده می‌کنم) تا ۱۴۱ روز انفرادی و ضرب و شتمی که در زندان شدند و نیز بازجویی‌های غیرقانونی که ایشان گذراندند در موارد متعدد حقوق او نادیده انگاشته شده‌است. در بازجویی‌های دشوار ورقه‌ای جلوی او گذاشتند و گفتند که اتهامات خودت را بنویس، در صورتی که باید اول به ایشان تفهیم اتهام می‌شد که چرا ایشان بازداشت شده‌اند و بعد ثابت می‌شد که آیا درست هست یا خیر اما با خشونت تمام و کتک کاری ورقه‌ای را جلوی ایشان گذاشته و گفته‌اند اتهامات اخلاقی، اقتصادی و … خودت را بنویس و قصد داشته‌اند که همه این اتهامات را به زور به ایشان بقبولانند اما او قبول نکرده و گفته‌است که من یک روزنامه نگار هستم و کارم هم مشخص بوده و در نهایت با خشونت ورقه را از زیر دست او کشیده‌اند و یک تیر هم در داخل سلول شلیک کرده‌اند که آقای زیدآبادی می‌گفت احساس می‌کردم صورتم سر شده‌است.ادوار نیوز
- استفاده از واژه فست فود در ایران ممنوع شد

به دستور مقامات ایران و در راستای اجرای «قانون ممنوعیت به کارگیری اسامی، عناوین و اصطلاحات بیگانه در تابلوی سر در واحدهای صنفی و بسته‌بندی کالاها»، استفاده از واژه فست فود از سوی واحدهای صنفی ممنوع اعلام شد.خبر آن لاین
- دولت ایران به اقدامات برخی مقامات افغان اعتراض کرد

دولت ایران نسبت اظهارات برخی مقامات افغان و تظاهرات اعتراضی نسبت به خبر اعدام شهروندان افغان در ایران اعتراض کرده‌است.به گزارش وزارت امور خارجه ایران، مدیرکل آسیای غربی این وزارتخانه با احضار سید معصوم بدخش، کاردار سفارت افغانستان در تهران، مراتب اعتراض جمهوری اسلامی ایران به تحرکات صورت گرفته در افغانستان و اقدامات غیرمسئولانه برخی مقامات این کشور علیه ایران را به وی ابلاغ کرد.بی.بی.سی فارسی

## ۵ مه ۲۰۱۰
- ایران موافق میانجیگری هسته‌ای برزیل است

اسفندیار رحیم مشائی مشاور محمود احمدی‌نژاد که در نیویورک به سر می‌برد، به خبرنگاران گفت که برزیل و ترکیه علاقمند به نقش‌آفرینی در حل دیپلماتیک مناقشه هسته‌ای ایران هستند و پاسخ ایران به آنها مثبت است. بی‌بی‌سی فارسی
- اعتراضات گسترده در یونان به خشونت کشیده شد

دست کم سه نفر در جریان راهپیمایی اعتراضی بزرگ در آتن، پایتخت یونان، که علیه سیاست‌های دولت این کشور برای صرفه جویی در هزینه‌ها برگزار شد، کشته شده‌اند.کشته شدگان در بانکی کار می‌کرده‌اند که با یک بمب آتش زا، دچار حریق شد.شماری از ساختمان‌ها، از جمله اداره مالیات، نیز به آتش کشیده شده‌است.خشونت زمانی بروز کرد که گروهی از جوانان که به سمت ساختمان پارلمان سنگ پرتاب می‌کردند، با ماموران پلیس حاضر در این محل درگیری پیدا کردند.بی.بی.سی فارسی
- معاون اول رئیس جمهور:نام بهترین خرمای مصر احمدی نژاد است

محمدرضا رحیمی معاون اول رئیس جمهور در ادامه به ذکر خاطره‌ای از یک سفر آفریقایی خود پرداخت و گفت: در سفری به موریتانی که اکثریت مردم آن مسلمان هستند و نگاهشان به سمت انقلاب، امام و رهبری است، برای رساندن پیام رئیس‌جمهور رفتیم، مشاهده کردیم که نام نفیس‌ترین پارچه آن کشور خمینی است و این در حالی است که ما در کشورمان علی‌رغم داشتن نام روح‌الله نام خمینی را در میان مردم‌مان کم داریم اما در موریتانی این نام روی فرزندانشان که اکنون بزرگ شده‌اند گذاشته شده‌است.رحیمی ادامه داد: همچنین در مصر بهترین خرما را احمدی‌نژاد نامگذاری کرده‌اند و نیز در مغرب فردی را دیدیم که می‌گفت احمدی‌نژاد فردی است که در جثه ضعیف است و در اراده قوی است.تابناک
- علی مطهری:در حوادث پس از انتخابات بدون شنیدن صدای معترضان یکباره به سراغ برخورد رفتیم

علی مطهری با اشاره به حوادث پس از انتخابات گفت : باید مجوز می‌دادیم مردم بیایند داد بزنند هر شعاری که می‌خواهند بدهند و صدا و سیما هم آن‌را پخش کند و دولت نیز جواب بدهد.نباید می‌ترسیدیم که اعتراضات حتی ۲۰ الی ۳۰ روز ادامه می‌یافت باید اجازه داده می‌شد که معترضان که قابل توجه هم بودند حرف خود را بزنند و پس از بیان تمام شبهات و پاسخ و اتمام حجت آن‌گاه نسبت به کسانی که قصد دیگری داشتند خشونت به کار می‌رفت در واقع ما قبل از ورود به این مرحله یکباره به سراغ برخورد رفتیم.خبر آن لاین
- بیست و سومین نمایشگاه کتاب تهران افتتاح شد

این نمایشگاه ۱۵ اردیبهشت با حضور چند تن از مقامات دولتی در مصلای تهران افتتاح شد. در این نمایشگاه در حدود ۱۱۲۹ ناشر داخلی و ۹۸۰ ناشر خارجی از ۸۰ کشور جهان شرکت دارند. خبرگزاری برنا
- مسمومیت دانش‌آموزان دختر افغان به وسیله گاز

۱۷ دانش‌آموز دختر یکی از مدارس دخترانه شهر کابل پس از مسموم شدن با گاز به بیمارستان انتقال یافتند. معاون وزارت تعلیم و تربیت افغانستان این خرابکاری را به عناصری نسبت داد که مخالف تحصیل دختران در آن کشور هستند. دو هفته پیش نیز بیش از ۸۰ دانش‌آموز دختر در مدارسی در کابل و ولایت قندوز پس از مسمومیت گازی راهی بیمارستان شده بودند. ریانووستی
- حبیب در تهران است

به‌گفته رییس دفتر موسیقی وزارت ارشاد، حبیب محبیان (معروف به حبیب و خواننده موسیقی پاپ) به ایران سفر کرده و در این سفر؛ تنها درخواست مجوز برای انتشار آلبوم ارائه کرده‌است نه درخواستی مبنی بر برگزاری کنسرت. همچنین به گزارش خبر رضا رشید پور در وبلاگش نوشت : حبیب محبیان، خواننده اهل لس آنجلس قصد دارد در ایران کنسرت برگزار کند. اما به گزارش خبرآنلاین، به نقل از وبلاگ رضا رشیدپور، حبیب، خواننده لس‌آنجلسی که از حدود شش ماه قبل به ایران بازگشته شاید به زودی در ایران کنسرت برگزار کند. به گفته رشیدپور، حبیب در سفر اخیرش به ایران محمد را هم همراه خود آورده است؛ حتی شاید در کنسرت با پدر همراه شود. او در بخش دیگری از وبلاگ نوشته‌است: «امیدوارم تا همه چیز به خوبی پیش برود تا شما هم بتوانید همراه با یک صدای خسته مرگ قوی زیبا را لمس کنید. کاش با هنرمندهای لس‌آنجلس ندیده هم مهربان‌تر باشیم.» به گزارش خبر شنیده‌ها حاکی از این است که مسیر برگزاری کنسرت توسط حبیب بعد از جلساتی که این خواننده با اسفندیار رحیم‌مشایی داشته سهل‌تر شده‌است. خبر آن لاین تابناک

## ۶ مه ۲۰۱۰
- کشف نشانه‌هایی از ژن نئاندرتال‌ها در انسان امروزی

دانشمندان پس از مطالعه ساختار ژنوم نئاندرتال‌ها و مقایسه آن با انسان دریافتند که نشانه‌هایی از ژن نئاندرتال‌ها در حدود ۴ درصد از انسان‌های امروزی‌ دیده می‌شود. شباهت ساختار ژنتیک انسان‌های ساکن قاره‌های اروپا، آسیا و اقیانوسیه به نئاندرتال‌ها بیشتر از شباهت انسان‌های ساکن قاره آفریقا با این تیرهٔ منقرض‌شده است. این پژوهشگران نتیجه گرفتند که انسان‌ها، پس از خروج از قاره آفریقا و برخلاف تصور پیشین، بطور محدودی با نئاندرتال‌ها آمیختگی نژادی داشته‌اند. بی‌بی‌سی، مجله ساینس
- آغاز پخش نسخه اصلی فیلم متروپولیس

نسخه کامل و بهبودیافتهٔ فیلم متروپولیس برای نخستین بار پس از ۸۰ سال دوباره به نمایش گذاشته می‌شود. متروپولیس تنها فیلمی است که توسط بنیاد یونسکو به عنوان بخشی از میراث بشریت طبقه‌بندی شده‌است. نسخه کامل فیلم برای چندین دهه مفقود بود تا اینکه در سال ۲۰۰۸ یک کپی از آن در آرژانتین‌ کشف شد و برای بهبود و بازیابی به آلمان -کشور سازنده فیلم- فرستاده شد. بی‌بی‌سی
- آغاز انتخابات پارلمانی در بریتانیا

انتخابات سراسری پارلمان بریتانیا از ساعت ۷ صبح پنجشنبه ۶ مه ۲۰۱۰ آغاز شد. حزب یا فراکسیونی که بتواند اکثریت کرسی‌های مجلس عوام را به دست آورد، دولت و کابینه آینده بریتانیا را تشکیل خواهد داد. در این انتخابات، تمامی شهروندان بریتانیا، ایرلند جنوبی و اتحادیه کشورهای همسود مقیم بریتانیا با دست کم ۱۸ سال سن، دارای حق رای هستند. بی‌بی‌سی فارسی
- رئیس قوه قضائیه: در همه احوال پشتیبان نیروهای مسلح هستیم

رئیس قوه قضائیه جمهوری اسلامی ایران با بیان اینکه در این فضایی که دشمنان در پی خاموش کردن نور الهی هستند مجاهدت و دفاع نیروهای مسلح از مرز و بوم انقلاب یک واجب شرعی است، تاکید کرد که این قوه همپای ملت پشتیبان نیروهای مسلح است. وی نیروهای مسلح را ضابط دستگاه قضایی عنوان کرد و خطاب به آن‌ها گفت: بدانید در همه احوال همچون همه ملت ایران پشتیان نیروهای مسلح هستیم. فارس
- برزیل: پیشنهادی برای مبادله اورانیوم ارائه نکردیم

سخنگوی وزارت امورخارجه برزیل خبر یک سایت رسمی دولت ایران مبنی بر حمایت محمود احمدی نژاد ازطرح رئیس جمهور برزیل را رد واعلام کرد که در سفر وزیرخارجه هیچ طرح رسمی ارائه نشد.بی بی سی فارسی
- تظاهرات اعتراضی در برابر سفارت ایران در کابل

صدها نفر در برابر سفارت ایران در کابل دست به تظاهرات زدند و علیه اقدامات دولت ایران شعار دادند.بی بی سی فارسی

## ۷ مه ۲۰۱۰
- پیشتازی حزب محافظه‌کار در انتخابات بریتانیا

نتایج اولیه انتخابات سراسری بریتانیا  حاکی از پیشتازی حزب محافظه‌کار این کشور می‌باشد. ولی هیچ حزبی تاکنون به اکثریت لازم کرسی‌های پارلمان برای تشکیل دولت دست نیافته‌است.بی‌بی‌سی فارسی
- درخواست مجدد آزادی آمریکاییان اسیر در ایران

مادران سه کوهنورد آمریکایی اسیر در ایران مجددا خواستار آزادی فرزندان خود و پایان «این بازی سیاسی» شدند. سه دانش‌آموختهٔ دانشگاه برکلی ۹ ماه است که به اتهام جاسوسی در ایران در اسارت به سر می‌برند. سی ان ان، ای بی سی
- دستگیری ۸۰ نفر در در یک کنسرت در ایران

داستان تهران خبر از دستگیری  ۸۰ دختر و پسر را در یک کنسرت غیر قانونی داد.بی بی سی فارسی
- کویت متلاشی کردن شبکه جاسوسی ایران را تایید کرد

با بازداشت بیش از ده نفر از افراد مظنون به جاسوسی برای سپاه پاسداران انقلاب اسلامی در کویت، مقامات منطقه از نفوذ شبکه‌های جاسوسی ایرانی در خلیج فارس اظهار نگرانی کردند. بی بی سی، دویچه وله، ناسیونال ابوظبی

## ۸ مه ۲۰۱۰
- ایران از اعدام ۶ قاچاقچی مواد مخدر خبر داد

دادسرای عمومی و انقلاب تهران با صدور اطلاعیه ای اعلام کرد که ۶ قاچاقچی مواد مخدر در سحرگاه شنبه ۱۸ اردیبهشت (۸ مه) در زندان قزل حصار کرج به دار آویخته شدند. این دادسرا اعدام شدگان را ارسلان اسدی، محمدعلی فخری، عباس گراوند، رحمان بیابانی، پرویز تقی زاده و سعید میکائیلی معرفی کرد.بی بی سی فارسی
- موافقت ایران با پیشنهاد ترکیه

منوچهر متکی، وزیر امور خارجه ایران ضمن موافقت با   پیشنهاد مذاکره ایران و نماینده ۱+۵ در ترکیه  اعلام کرد که احتمالا در آینده نزدیک این گفت و گوها انجام می شود.بی بی سی فارسی

## ۹ مه ۲۰۱۰
- فرزاد کمانگر و شیرین علم‌هولی اعدام شدند

فرزاد کمانگر و شیرین علم‌هولی به همراه سه فرد دیگر، به اتهام «بمب‌گذاری» اعدام شدند. خبرگزاری فارس هویت سه تن دیگر را علی حیدریان، فرهاد وکیلی و مهدی اسلامیان اعلام کرده است. حکم اعدام این افراد، سحرگاه امروز یکشنبه در زندان اوین به اجرا گذاشته شد. رادیو زمانه، بی‌بی‌سی فارسی
- حضور نیروهای خارجی در رژهٔ  روز پیروزی در مسکو

برای نخستین بار نیروها و نمایندگانی از کشورهای بریتانیا، فرانسه، لهستان و آمریکا در کنار ارتش روسیه و نیروهای کشورهای مستقل همسود در مراسم رژهٔ نظامی به مناسبت بزرگذاشت پیروزی در جنگ جهانی دوم در مسکو حضور داشتند. ریانووستی، بی‌بی‌سی انگلیسی (با ویدئو)، آرتی (با ویدئوی کامل)

## ۱۰ مه ۲۰۱۰
- ایران به مادران زندانیان آمریکایی ویزا می‌دهد

منوچهر متکی، وزیر امور خارجه ایران، دوشنبه ۲۰ اردیبهشت در گفتگویی تلویزیونی گفت که این کشور به دلایل «انسانی» برای مادران سه آمریکایی زندانی در ایران، ویزا صادر می‌کند تا آنها برای ملاقات با فرزندان خود به ایران سفر کنند. بی‌بی‌سی فارسی
- اعتراض دانشجویان دانشگاه شهید بهشتی به حضور محمود احمدی نژاد

دانشجویان دانشگاه شهید بهشتی تهران در اعتراض به حضور محمود احمدی نژاد دراین دانشگاه ، تجمع اعتراض آمیزی برگزار کردند. تصاویری از برخورد نیروهای امنیتی و تلاش برای متفرق کردن دانشجویان در ویدیوهای منتشر شده در یوتیوب  دیده می‌شد.بی بی سی فارسی
- جلوگیری از تحصن خانواده‌های اعدام شدگان در برابر دانشگاه تهران

نیروی انتظامی ایران از تحصن خانواده‌های پنج نفری که در روز ۹ مه درایران اعدام شدند،در برابر دانشگاه تهران جلوگیری کرد.این تحصن قرار بود دراعتراض به عدم دریافت جنازه اعدام شدگان برگزار شود.بی بی سی فارسی
- موسوی اعدام پنج زندانی ایرانی را ناعادلانه خواند

میرحسین موسوی در این بیانیه که در سایت کلمه منتشر شده، نوشته‌است که این پنج نفر بدون آنکه توضیحات روشن کننده‌ای از اتهامات و روند دادرسی ومحاکمات به مردم داده شود» به طور ناگهانی اعدام شده‌اند. آقای موسوی در این بیانیه نوشته‌است: وقتی قوه قضائیه از طرفداری مظلومان به سمت طرفداری از صاحبان قدرت ومکنت بلغزد مشکل است که بتوان جلوی داوری مردم را در مورد ظالمانه بودن احکام قضایی گرفت. چگونه‌است که امروز محاکم قضایی از آمران و عاملان جنایتهای کهریزک و کوی دانشگاه و کوی سبحان و روزهای ۲۵ و۳۰ خرداد و عاشورای حسینی می‌گذرند و پرونده‌های فسادهای بزرگ را باز نشده می‌بندند و به صورت ناگهانی در آستانه ماه خرداد، ماه آگاهی و حق‌جویی پنج نفر را با حواشی تردید بر انگیز به چوبه‌های دار می‌سپارند؟ آیا این است آن عدل علوی که به دنبالش بودیم؟ کلمه، بی‌بی‌سی فارسی
- گوردون براون برنامه استعفای خود از ریاست حزب کارگر را اعلام کرد

گوردون براون، نخست‌وزیر بریتانیا و رهبر حزب کارگر، اعلام کرد که در پی ایجاد پارلمان بدون اکثریت در انتخابات پارلمان این کشور، عدم کسب اکثریت آرا توسط حزب خود را به عنوان قضاوت مردم بریتانیا تلقی می‌کند و از دست‌اندرکاران حزب درخواست کرده تا مقدمات انتخابات داخلی برای تعیین رهبر جدید حزب را فراهم کنند. این در حالی است که گفتگوهای نیک کلگ با دیوید کامرون برای تشکیل دولت ائتلافی محافظه‌کار—لیبرال دموکرات تاکنون به نتیجه نرسیده، و گوردون براون برای بهبود موقعیت حزب خود و افزایش احتمال توافق لیبرال دموکرات‌ها برای ائتلاف با حزب کارگر اقدام به اعلام استعفای خود نموده‌است. بی‌بی‌سی (همراه ویدئو)
- دفاع هاشمی از اظهاراتش در نماز جمعه ۲۶ تیر

اکبر هاشمی رفسنجانی در دیدار جمعی از استانداران اسبق کشور، قانون اساسی را مهمترین محور برای حرکت نیروهای انقلاب عنوان کرد و گفت: اجرای صحیح قانون اساسی و توجه به خواسته‌های مردم می‌تواند استحکام بخش نظام جمهوری اسلامی باشد. وی در ادامه با دفاع از اظهاراتش در نماز جمعه ۲۶ تیر ۱۳۸۸ گفت: برای برون رفت از وضعیت موجود راه‌حل‌هایی که به ذهنم می‌رسید در نماز جمعه مطرح کردم و هنوز نیز در کلیات به آن معتقد هستم. خبر آن لاین+اطلاعات بیشتر
- مراکز آموزشی تهران شنبه و یکشنبه آینده تعطیل است

مطابق مصوبه هیئت دولت در روزهای شنبه و یکشنبه هفته آینده مراکز آموزشی تهران تعطیل خواهند بود. دولت دلیل این تعطیلات را برگزاری اجلاس گروه ۱۵ عنوان کرده ولی برخی رسانه‌ها ضمن مشکوک خواندن این تعطیلات آن را مرتبط با حوادث احتمالی در سالگرد انتخابات بحث برانگیز سال گذشته ایران می‌دانند. جرس، خبر آن لاین
- اقدام اتحادیه اروپا برای تثبیت ارزش یورو

وزیران اقتصاد و دارایی کشورهای عضو اتحادیه اروپا بودجه‌ای به ارزش ۵۰۰ میلیارد یورو برای جلوگیری از ادامه افت واحد پول خود و پیشگیری از گسترش بحران مالی یونان به سایر کشورهای «منطقه یورو» اختصاص داند.
آن‌ها پس از مذاکرات فشرده متعهد شدند که ۴۴۰ میلیارد یورو در قالب وام تضمینی به کشورهای عضو اتحادیه اروپا که امکان دارد مانند یونان خواهان دریافت کمک اضطراری شوند کنار بگذارند. اتحادیه اروپا نیز از محل بودجه ویژه خود ۶۰ میلیارد یورو کنار گذاشته‌است. وزیران اقتصاد و دارایی شانزده کشور عضو اتحادیه اروپا بامداد دوشنبه ۱۰ مه (۲۰ اردیبهشت) در بروکسل، پایتخت بلژیک پس از حداقل ۱۱ ساعت مذاکره به توافق دست پیدا کردند.
صندوق بین‌المللی پول نیز موافقت کرد که ۲۵۰ میلیارد یورو برای حفظ ثبات مالی کشورهای منطقه یورو کنار بگذارد. به این ترتیب، کشورهای عضو اتحادیه اروپا در صورت نیاز به مجموعه اعتبار اضطراری به ارزش تقریبی ۷۵۰ میلیارد یورو دسترسی خواهند داشت. بی‌بی‌سی فارسی، رادیو فردا
- تکه‌ای از درخت سیب نیوتون راهی بی‌وزنی خواهد شد

به مناسبت سیصد و پنجاهمین سالگرد بنیان آکادمی سلطنتی بریتانیا، تکه‌ای از درخت سیب مشهور که الهام‌بخش نیوتون برای وضع قوانین جاذبه شد، در آخرین پرواز فضاپیمای آتلانتیس به مدار زمین فرستاده خواهد شد. بی‌بی‌سی
- کیهان تبرئه شد

اعضای هیات منصفه مطبوعات استان تهران نظر خود را در مورد مدیر مسوول روزنامه کیهان اعلام کردند.هیات منصفه مطبوعات به مدیر مسوول کیهان یادآوری کرد که در تنظیم اخبار و مطالب دقت بیشتری به عمل آورد و پس از کسب اخبار موثق اقدام به خبررسانی کند.گویا

## ۱۱ مه ۲۰۱۰
- دیوید کامرون نخست‌وزیر بریتانیا شد

در پی موفقیت مذاکرات چندروزهٔ حزب لیبرال دموکرات با حزب محافظه‌کار برای تشکیل ائتلاف، دیوید کامرون رهبر حزب محافظه‌کار به عنوان نخست‌وزیر جدید بریتانیا انتخاب شد. وی پس از دریافت حکم از ملکه الیزابت دوم و دریافت دستور برای تشکیل دولت جدید، از کاخ باکینگهام راهی دفتر و منزل ویژه نخست‌وزیری در شماره ۱۰ خیابان داونینگ شد. دیوید کامرون جوانترین نخست‌وزیر بریتانیا در ۲۰۰ سال گذشته است. بی‌بی‌سی (همراه ویدئو)، گزارش بی‌بی‌سی از ملاقات دیوید کامرون با ملکه (همراه ویدئو)
- استعفای گوردون براون از مقام نخست‌وزیری بریتانیا

گوردون براون، نخست‌وزیر بریتانیا و  رهبر حزب کارگر این کشور اعلام کرد که از مقام نخست‌وزیری استعفا می‌دهد. وی در مصاحبه‌ای مطبوعاتی  در این خصوص گفت: من به دفتر ملکه اطلاع داده‌ام که برای هموار کردن مسیر و خروج کشور از بن‌بست استعفا می‌دهم. در شرایطی که ملکه با این امر موافقت کنند، دیوید کامرون به حضور ایشان فراخوانده خواهد شد تا مقدمات تشکیل ائتلاف فراهم شود. بی‌بی‌سی فارسی، گزارش بی‌بی‌سی از خداحافظی گوردون بروان با دولت (ویدئو)،
خبر آنلاین، سی‌ان‌ان
- حمله به سفیر پاکستان در تهران

بر اساس گزارشهای خبری از ایران محمد بخش عباسی، سفیر پاکستان در ایران، مورد حمله قرار گرفته‌است.رامین مهمان پرست، سخنگوی وزارت خارجه ایران، ضمن محکوم کردن این حمله گفته‌است که عامل حمله به سفیر پاکستان دستگیر شده‌است.به گفته آقای مهمان پرست آقای بخشی بر اثر این حمله زخمی شده‌است اما حال عمومی او خوب است. بی‌بی‌سی فارسی، خبر آنلاین
- توزیع بازی رایانه‌ای علیه موسوی، خاتمی و کروبی در استان اصفهان

سی‌دی یک بازی رایانه‌ای با عنوان «مبارزه با سران فتنه» در برخی از شهرستان‌های استان اصفهان پخش شد. بنابر این خبر در این بازی رایانه‌ای، یک هواپیمای جنگنده اهدافی را هدف قرار می‌دهد که به شکل صورت موسوی، خاتمی و کروبی طراحی شده‌اند. دراین بازی سر شخصیت‌های ذکر شده نیز اقدام به شلیک و پاسخگویی به حمله هواپیما می‌کند. سی‌دی این بازی که منبع تهیه و انتشار آن مشخص نیست، طی چند روز گذشته در برخی از شهرستان‌های استان اصفهان مشاهده شده‌است. خبر آنلاین
- یک بحرینی به اتهام جاسوسی برای ایران دستگیر شد

یک تبعه بحرین  به اتهام جاسوسی برای ایران دستگیر شد، ایران  این اتهام را از اساس ساختگی خواند.بی‌بی‌بی سی فارسی

## ۱۲ مه ۲۰۱۰
- «پرتاب سیاهچاله از مرکز یک کهکشان»

ستاره‌شناسان بکمک یافته‌های تلسکوپ فضایی چاندرا، بر این باورند که فرایند پرتاب یک سیاهچاله فوق‌العاده بزرگ را با سرعت بالا از کهکشانی که در آن قرار داشت مشاهده کرده‌اند. معمولا هر کهکشان در مرکز خود دارای یک سیاهچاله فوق العاده بزرگ با جرمی معادل جرم چندین میلیارد ستاره است. بی‌بی‌سی فارسی، بی‌بی‌سی انگلیسی
- تهیه گزارش جامع حادثه کوی دانشگاه

نایب رئیس مجلس ایران گفت که پس از مذاکرات و گفتگو با تشکل‌های دانشجویی، مسئولان دانشگاه‌ها و مسئولان انتظامی، امنیتی  و قضایی، گزارش جامع و کاملی از حادثه کوی دانشگاه تهران توسط شورای عالی امنیت ملی تهیه شده‌است. وی افزود که دستگاه قضایی و مسئولان بر اساس این گزارش، مسئولیت پیگیری موضوع را به عهده گرفته‌اند و اقداماتی جدی انجام داده‌اند، اما قرائت این گزارش در صحن علنی مجلس به زمانی موکول شده است که تصمیمات اتخاذ شده در این گزارش عملی شود و کار پیشرفت بهتری داشته باشد. بی‌بی‌سی فارسی
- روسیه نخستین تاسیسات هسته‌ای ترکیه را می‌سازد

روسیه با امضای قراردادی متعهد شده است اولین تاسیسات هسته‌ای کشور ترکیه را بسازد. این تاسیسات غیرنظامی مجهز به چهار رآکتور اتمی خواهد بود. دیمیتری مدودف، رئیس جمهوری روسیه این قرارداد را نشانه گسترش روابط کشورش با اعضای سازمان ناتو دانست. پیش‌بینی می‌شود این تاسیسات در منطقه ساحلی ترکیه در کنار دریای مدیترانه ساخته شود. بی‌بی‌سی فارسی، ریانووستی
- تاسیس فراکسیون در مجلس ایران با هدف حمایت از فعالیت‌های رئیس جمهور

سخنگوی فراکسیون مهرورزی مجلس هشتم که در روزهای اخیر تاسیس شده‌است، حمایت از حاکم شدن روح مهرورزی در قوانین و حمایت همه جانبه از فعالیت‌های دولت خدمتگزار و رئیس جمهور مهرورز را از اهداف تشکیل این فراکسیون خواند. حجت الاسلام سید سلمان ذاکر اظهار داشت: فراکسیون مهرورزی در راستای دفاع از ارزشها و آرمانهای والای انقلاب، امام راحل و مقام عظمای ولایت و جهت تلاش و حمایت از حاکم شدن روح مهرورزی در قوانین و حمایت همه جانبه از فعالیت‌های دولت خدمتگزار و رئیس جمهور مهرورز با بیش از ۷۰ نفر از نمایندگان مجلس شورای اسلامی تشکیل شد. خبر آن لاین
- سقوط هواپیمای مسافربری لیبی در طرابلس

یک فروند هواپیمای مسافربری ایرباس آ-۳۳۰ شرکت هواپیمایی دولتی الأفريقية متعلق به لیبی در نزدیکی فرودگاه طرابلس سقوط کرد و نزدیک به یکصد سرنشین آن کشته شدند. گزارش‌های غیررسمی حاکی است که یک کودک از این سانحه جان سالم به در برده‌است. بی‌بی‌سی فارسی
- هشدار آمریکا علیه تحویل تجهیزات دفاع ضدهوایی روسیه به ایران

دولت آمریکا ضمن ابراز خرسندی از توافق‌های اخیر با روسیه در زمینه کاهش زرادخانه‌های هسته‌ای دو کشور، گفت که تحویل شبکه دفاع ضدهوایی اس-۳۰۰ به ایران توسط روسیه «اقدامی کاملا تعجب‌آور» خواهد بود و اجرای آن قرارداد توسط روسیه تاثیری عمیق بر روابط دوجانبه باقی خواهد گذاشت. بی‌بی‌سی فارسی+اطلاعات بیشتر
- تصویب قطع‌نامه حمایت از مردم ایران در اوکلاهوما

مجلس نمایندگان ایالت اوکلاهوما، بدون رای مخالف، قطع‌نامه HR1090 را تصویب کرد. در این قطع‌نامه از کنگره آمریکا تقاضا شده‌است بمنظور «حمایت از تلاش‌های آزادی‌خواهانه مردم ایران»، هر چه سریعتر قوانینی وضع کند تا «سهولت ارتباطات و دسترسی مردم ایران به اینترنت آزاد فراهم گردد». وبگاه خبری شورای ملی ایرانیان آمریکا، وبگاه خبری مجلس ایالت اوکلاهوما
- بالا گرفتن جنجال بر سر هرزه‌نگاری در ویکی‌انبار

جیمی ویلز، یکی از بنیانگذاران ویکی‌پدیا، برخی از امتیازات خود را در رابطه با کنترل محتوای بارگذاری شده در ویکی‌انبار واگذار کرده‌است. پس از شکایت لری سنگر، دیگر بنیانگذار ویکی‌پدیا و همکار ویلز، به پلیس فدرال آمریکا درباره نامناسب بودن تصاویر هرزه‌نگاری کودکان در ویکی‌انبار، جیمی ویلز با استفاده از اختیارات گسترده خود اقدام به حذف مجموعه‌ای بزرگ از تصاویر هرزه‌نگاری از ویکی‌انبار نمود. وی علت این اقدام را «حذف تصاویر فاقد ارزش آموزشی و صرفا در راستای تمایلات شهوانی» ذکر کرد.
این اقدام یک‌جانبه با اعتراض برخی ویکی‌نویسان مواجه شد که کار ویلز را غیردموکراتیک و شتابزده قلمداد کردند. جیمی ویلز گفت که واگذاری برخی از اختیارات خود را در راستای تشویق عموم به گفتمان درباره فلسفه و محتوای مطالب در ویکی‌انبار می‌داند. بنیاد ویکی‌مدیا به زودی بیانیه‌ای در این باره منتشر خواهد کرد. بی‌بی‌سی

## ۱۳ مه ۲۰۱۰
- نخستین زن مسلمان وارد کابینه بریتانیا شد

در پی شکل‌گیری کابینه ائتلافی بریتانیا، بارونس سعیده وارثی به عنوان نخستین زن مسلمان و در مقام فرنشین حزب محافظه‌کار وارد کابینهٔ بریتانیا شد. بی‌بی‌سی، بی‌بی‌سی (گزارش انتخابات)، سی‌ان‌ان
- آغاز کار چهارمین دامنه اینترنتی مرحله بالای غیرلاتین

در پی فعال شدن دامنه‌های مرحله بالای کشوری غیرلاتین برای سه کشور عربی (.السعودية، .مصر و .امارات) در ماه مه ۲۰۱۰، نخستین دامنه غیرلاتین به روسی نیز راه‌اندازی شدند. این دامنه ملی ‎.рф و مخفف فدراسیون روسیه است. ریانووستی، آرتی (به همراه ویدئو)، رادیو اروپای آزاد، Bikyamasr، ICANN
- گوشت سگ در منوی غدای فضانوردان چینی

یانگ لیوی، فضانورد چینی و فرمانده ماموریت شنژو-۵ در کتاب خاطراتش نوشته که متخصصان تغذیه سازمان فضایی چین برای غذای فضانوردان این کشور، گوشت مرغ، ماهی و سگ تهیه کرده بودند. به اعتقاد برخی چینی‌ها، گوشت سگ  دارای خواص غذایی زیادی است. تلگراف
- اعتصاب در برخی شهرهای کردنشین ایران در اعتراض به اعدام ها

در برخی از شهرهای کردنشین ایران در اعتراض به اعدام پنج نفر در یکشنبه گذشته، اعتصاب عمومی به راه افتاده‌است.بنا بر گزارش‌ها در بازار شهرهای سنندج، مریوان، بانه و کامیاران در استان کردستان و شهرهای مهاباد، بوکان و اشنویه در استان آذربایجان غربی و برخی مناطق دیگر بسیاری از مغازه‌ها دست به اعتصاب زده‌اند و جو امنیتی بر این شهرها حاکم شده‌است. گفته می‌شود در برخی از شهرها نظیر کامیاران دانش‌آموزان و در مهاباد دانش‌جویان پیام‌نور نیز در سر کلاس‌ها حاضر نشده‌اند.یکی از شهروندان سقزی نیز در گفت‌وگو با زمانه، از رفت‌وآمد کم مردم در خیابان‌های این شهر طی امروز خبر می‌دهد.بی بی سی فارسی ،جرس ،رادیو زمانه
- شهر لس آنجلس ایالت آریزونا را تحریم کرد

شهر لس آنجلس در آمریکا در اعتراض به وضع قانون ضد مهاجران، ایالت آریزونای این کشور را تحریم کرد. شورای شهر لس آنجلس در اعتراض به این قانون تصمیم گرفته که سفرهای غیرضروری و مراودات تجاری با شرکت‌های واقع در آریزونا را در صورت امکان قطع کند. بی‌بی‌سی فارسی، لس‌آنجلس تایمز
- زخمی شدن ژنرال یاغی حامی سرخ‌پوشان در جریان سرکوب معترضان تایلندی

ختیه سواسدیپل معروف به سه دانگ یک ژنرال ارتش تایلند حامی سرخ‌پوشان و مخالف دولت به ضرب گلوله یک تک‌تیرانداز از ناحیه سر به‌شدت مجروح شد. وی ۹۰ دقیقه پیش از ترور در مصاحبه‌ای با اسوشیتدپرس از در پیش بودن یک سرکوب نظامی علیه سرخ‌‌پوشان و هجوم نیروهای نظامی برای تصرف منطقه‌ای در مرکز بانکوک که هفته‌هاست به تصرف سرخ‌پوشان درآمده خبر داده بود. سواسدیپل یک سرلشکر عصیان‌گر ارتش تایلند بود که دولت این کشور وی را تروریست و مغز متفکر خشونت‌های اخیر توصیف کرده بود. اسوشیتدپرس، بی‌بی‌سی فارسی

## ۱۴ مه ۲۰۱۰
- آخرین مأموریت شاتل فضایی آتلانتیس

شاتل فضایی آتلانتیس جمعه طبق برنامه‌های زمان بندی شده به‌منظور انجام آخرین ماموریت فضایی خود زمین را به سوی ایستگاه فضایی بین‌المللی ترک کرد. ناسا، بی‌بی‌سی، همشهری‌آنلاین
- انفجار در میدان منیریه تهران

به گفته معاون امورعملیات آتش نشانی تهران نشست زمین در میدان منیریه تهران موجب انفجار و آتش سوزی لوله گاز شد. پیشتر یک منبع خبری از وقوع یک انفجار مهیب در میدان منیریه تهران خبر داد. بطوریکه آتش زیادی تمام این میدان را فرا گرفت. خبر آنلاین، جهان نیوز، رجا نیوز ،خبر آن لاین (چند رسانه‌ای)
- ۸ ماه حبس برای عکاس صندوق‌های رای شمارش نشده در شیراز

محمدرضا نسب عبداللهی، روزنامه نگار اهل شیراز که پیشتر به دلیل انتشار عکس صندوق‌های رای «شمارش نشده» در کتابخانه مرکزی شیراز، به«تبلیغ علیه نظام» متهم شده بود، به هشت ماه حبس تعزیری محکوم شد.آقای نسب عبداللهی در گفتگو با بی بی سی فارسی گفت، شعبه اول دادگاه انقلاب شیراز او را به دلیل انتشار خبر کشف چهار صندوق رای مصاحبه و با تلویزیون‌های فارسی زبان خارج از کشور در جریان نا آرامی‌های بعد از دهمین دوره انتخابات ریاست جمهوری به هشت ماه حبس تعزیری محکوم کرده‌است.این روزنامه نگار شیرازی گفت حق اعتراض به حکم صادره را دارد و در نظر دارد تقاضای تجدید نظر کند اما نسبت به کاهش شدت حکمی که برایش صادر شده خوشبین نیست.بی بی سی فارسی
- فیس بوک پدر و پسری را بعد از ۳۷ سال به یکدیگر رساند

با کمک سایت اجتماعی فیس بوک، پدر و پسری بعد از ۳۷ سال یکدیگر را پیدا کردند.گراهام کوربت از زمان ۲ سالگی فرزندش اندی، او را ندیده بود.این پدر و پسر سال‌ها برای پیدا کردن یکدیگر تلاش کرده بودند اما هیچ کدام نتوانستند نشانی از دیگری بیابند.اما سرانجام اندی که اکنون ۳۹ سال دارد نام پدرش را در سایت فیس‌بوک جستجو کرد و توانست او را در میان لیست ارائه شده این سایت پیدا کند.خبر آن لاین
- اوضاع در پایتخت تایلند  متشنج است

تحصن  و درگیری‌های خشونت آمیز بین گروهی از مخالفان دولت تایلند موسوم به قرمز پوشان و نیروهای امنیتی در بانکوک،پایتخت این کشور، همچنان ادامه دارد.بی بی سی فارسی
- «تبادل آتش» بین نیروهای مرزی ایران و عراق

پس از شلیک نیروهای ایرانی به سوی نیروهای گارد مرزی عراق ،نیروهای عراقی نیز با شلیک آتش به آن پاسخ دادند.دراین بین یک افسر عراقی توسط نیروهای ایرانی دستگیر شد.بی بی سی فارسی
- نخست وزیر ترکیه سفر خود به تهران را «نامحتمل» دانست

رجب طیب اردوغان نخست وزیر ترکیه  با «نامحتمل» دانستن سفر خود به تهران برای شرکت در مذاکرات حل بحران اتمی ایران و نشست گروه ۱۵ را نامحتمل دانست و اعلام کرد که انتظار داشت قبل از این سفر، ایران عزم خود را برای همکاری با راه حل مورد نظر ترکیه در حل بحران اتمی آن کشور اعلام کند.بی بی سی فارسی ،خبر آن لاین
- دیده بان حقوق بشر: ساختمان‌های غزه بطور غیرقانونی نابود شده است

بر اساس یک گزارش دیده بان حقوق بشر ارتش اسرائیل در جریان تهاجم ۲۲ روزه به غزه در سال‌های ۲۰۰۸ و ۲۰۰۹ املاک غیرنظامیان را بطور غیرقانونی نابود کرده‌است.این گزارش می‌افزاید اسرائیل با نقض پیمان چهارم کنوانسیون ژنو ساختمان‌هایی را نابود کرده که «فاقد اهمیت نظامی» هستند.این سازمان که در نیویورک مسقر است با ارائه مدارک مربوط به ۱۲ مورد مشخص خواستار تحقیقات بیشتر در زمینه عملکرد نیروهای اسرائیلی شده‌است.ارتش اسرائیل این اتهام‌ها را رد کرده و گفته‌است در این موضوع پیش تر بررسی‌های لازم انجام شده‌است.این سازمان همچنین از حماس و دیگر گروههای فلسطینی بخاطر شلیک موشک از مناطق پرجمعیت انتقاد کردبی بی سی فارسی ،رویترز

## ۱۵ مه ۲۰۱۰
- گوگل به جمع‌آوری اطلاعات خصوصی شبکه‌های وای-فای اذعان کرد

شرکت گوگل به جمع‌آوری اطلاعات خصوصی از شبکه‌های وای-فای‌ بی‌حفاظ اذعان کرد و آن را «کاری اشتباه» نامید. جمع‌آوری اطلاعات خصوصی افراد از روی شبکه‌های باز وای-فای توسط گوگل وقتی برملا شد که یک دادگاه آلمانی، دستور تحقیق و تفحص بر داده‌های جمع‌آوری شده توسط اتومبیل‌های نقشه‌بردار گوگل را صادر نمود. در پی این بررسی، معلوم شد که خودروهای گوگل به مدت ۳ سال در کنار تهیه تصاویر خیابانی، اطلاعات قابل دسترسی روی شبکه‌های بی‌حفاظ وای-فای‌ را بدون اجازه جمع‌آوری و ذخیره می‌کردند. این اطلاعات می‌تواند شامل هرگونه داده مانند پست الکترونیکی، داده‌های متنی یا تصویر باشد. بی‌بی‌سی
- دادستان تهران: بیانیه اخیر موسوی جرم است

دادستان تهران بیانیه رهبران معترضان در اعتراض به اعدام ۵ زندانی سیاسی در ایران را نشر اکاذیب خواند و گفت این اظهارنظرها جرم است و روزی که وقت محاکمه آنها برسد، به همه این موارد توجه خواهد شد.عباس جعفری دولت آبادی، دادستان عمومی و انقلاب تهران، در گفتگویی با هفته نامه پنجره و در پاسخ به سوال این هفته نامه که میرحسین موسوی، از رهبران معترضان در ایران، مشخصا چه زمانی تحت تعیب قضایی قرار خواهد گرفت، گفت:بسیاری از مواضعی که وی و کاندیدای شکست خورده دیگر انتخابات اخیر (مهدی کروبی) گرفته‌اند، جرم است. اما چون نظام اسلامی برای تعقیب آن‌ها براساس مصالحی عمل می‌کند، آن را موکول به زمان مناسب کرده‌ایم.بی بی سی فارسی
- ایران اجازه خروج کلوتید ریس را صادر کرده است

کلوتید ریس، شهروند فرانسوی که پس از انتخابات ریاست جمهوری جنجال برانگیز سال گذشته ایران به اتهام مشارکت در اعتراضات بازداشت شده بود، پس از پرداخت جریمه نقدی از ایران خارج خواهد شد.محمد علی مهدوی ثابت، وکیل خانم ریس امروز شنبه، ۲۵ اردیبهشت ماه ۱۳۸۹ در گفتگو با خبرگزاری فرانسه اعلام کرده‌است که بر اساس حکم دادگاه موکل او تبرئه نشده‌است اما اجازه دارد پس از پرداخت جریمه نقدی معادل ۲۵۸ هزار دلار از ایران خارج شود.بی بی سی فارسی
- خشونت‌های تازه در تایلند

در سومین روز پیاپی درگیری  نیروهای ارتش تایلند  با تظاهر کنندگان در بانکوک ، تعداد کشته شدگان دست کم به ۱۶ نفر رسید.بی بی سی

## ۱۶ مه ۲۰۱۰
- ایران با مبادله سوخت اتمی موافقت کرد

خبرگزاری‌ها به نقل از وزیر امور خارجه ترکیه گزارش دادند که ایران با ترکیه و برزیل درباره مبادله سوخت هسته‌ای با غرب به توافق رسیده است. این توافق در پی ورود روسای جمهور برزیل و ترکیه برای مذاکره به تهران حاصل شد. وزیر امور خارجه ترکیه که در تهران بسر می‌برد گفت که مقام‌های سه کشور پس از ۱۸ ساعت مذاکره، درباره طرح مبادله اورانیوم غنی شده با غرب به توافق دست پیدا کردند. جزئیات این توافق احتمالا روز دوشنبه رسما اعلام خواهد شد. بی‌بی‌سی فارسی، رویترز، فرانس ۲۴، الجزیره
- شکست قهرمان تنیس جهان توسط یک ایرانی

ارغوان رضائی بازیکن ایرانی‌الاصل فرانسوی، موفق به شکست ونوس ویلیامز قهرمان نامی زنان تنیس جهان، در دیدار نهایی مسابقات آزاد مادرید گردید. خبرگزاری فرانسه، بوستون هرالد، سی‌ان‌ان
- اسرائیل مانع ورود نوآم چامسکی به کرانه باختری شد

ماموران مهاجرت اسرائیل از ورود نوآم چامسکی، زبان‌شناس و فیلسوف آمریکایی، به کرانه باختری جلوگیری کردند. نوآم چامسکی که برای ایراد سخنرانی عازم دانشگاه بیرزیت در مناطق فلسطینی بود، گفت که دولت اسرائیل  از سخنان و نظرات وی خشنود نیست، و چون برنامه سخنرانی او برای یک دانشگاه فلسطینی تنظیم شده و برنامه‌ای برای سخنرانی در اسرائیل ندارد، از ورود وی به فلسطین جلوگیری شده‌است. بی‌بی‌سی
- نخست‌وزیر ترکیه راهی تهران می‌شود

رجب طیب اردوغان، نخست وزیر ترکیه، شامگاه یکشنبه برای شرکت در مذاکرات با سران ایران و برزیل در مورد برنامه هسته‌ای ایران راهی تهران خواهد شد. لوئیس ایناسیو لولا داسیلوا، رئیس جمهوری برزیل نیز شنبه شب به همین منظور وارد تهران شد. اردوغان روز جمعه سفرش را به تهران را «نامحتمل» خواند و وزیرخارجه ترکیه به ایران رفت. وی در نهایت سفرش به جمهوری آذربایجان را لغو کرد تا به مذاکرات هسته‌ای ایران بپیوندد. بی‌بی‌سی فارسی ،تی.آر.تی فارسی
- آغاز مهار نفت خلیج مکزیک

شرکت بی‌پی اعلام کرد که موفق شده بخشی از نشت نفت در خلیج مکزیک را مهار کند و نفت‌های نشت‌شده را به یک تانکر نفتی روی آب منتقل سازد. بی‌بی‌سی
- کمیسیون انتخابات عراق آرا را بازشماری و تایید کرد

کمیسیون انتخابات عراق که به درخواست نوری مالکی اقدام به بازشماری دستی بخشی از آرای بغداد نموده بود، نتایج انتخابات ماه مارس را تایید و ابراز امیدواری کرد که «همه گروه‌های سیاسی اکنون آرام گیرند». بی‌بی‌سی فارسی
- موسوی: جنبش سبز ریشه در تفکرات مذهبی دارد

میرحسین موسوی در سخنرانی به مناسبت سالروز درگذشت دختر پیامبر اسلام در جمع مدرسین و طلاب حوزه‌های علمیه بانوان، ریشه‌های جنبش سبز را در تفکرات مذهبی مردم دانست و گفت تا زمانی که این جنبش در مسیر باورهای دینی حرکت کند مردم از آن استقبال خواهند کرد. بی‌بی‌سی فارسی
- احکام حبس و شلاق برای فعالین اجتماعی و اصلاح طلب در ایران

وب سایت کلمه از صدور حکم ۵ سال حبس تعزیری در دادگاه بدوی برای مهدی محمودیان، عضو جبهه مشارکت، و محمد داوری، عضو سازمان معلمان ایران و سردبیر وب سایت سحام نیوز، خبر داده‌است. مهدی محمودیان، عو جبهه مشارکت که نقش مهمی در خبررسانی در مورد بازداشتگاه کهریزک و همین طور دفن دسته جمعی تعدادی از کشته شدگان حوادث بعد از انتخابات داشت، از ۲۵ شهریور ۸۸ در زندان است. همچنین شادی صدر و محبوبه عباسقلی زاده به اتهام اقدام علیه امنیت کشور از طریق اجتماع و تبانی به قصد بر هم زدن امنیت عمومی، اخلال در نظم عمومی و تمرد در برابر مامورین به دلیل شرکت در تجمع تعدادی از فعالان حقوق زنان در ۱۳ اسفند ۱۳۸۵ در مقابل دادگاه انقلاب، به ترتیب به ۶ سال زندان و ۷۴ ضربه شلاق و دو سال و نیم زندان و ۳۰ ضربه شلاق محکوم شده‌اند. وکیل این دو فعال حقوق زنان به خبرگزاری ایلنا گفت که دادگاه شادی صدر و محبوبه عباسقلی زاده روز ۱۸ اردیبهشت ۸۹ در شعبه ۲۶ دادگاه انقلاب به ریاست قاضی پیرعباسی برگزار شده و حکم دادگاه روز یکشنبه ۲۶ اردیبهشت ۸۹ (۱۶ مه ۲۰۱۰) به او ابلاغ شده‌است. بی‌بی‌سی فارسی،بی‌بی‌سی فارسی
- سخنگوی مرکزی سازمان مجاهدین انقلاب اسلامی ایران بازداشت شد

محسن آرمین، سخنگو و عضو شورای مرکزی سازمان مجاهدین انقلاب اسلامی ایران ، یکشنبه ۲۶ اردیبهشت ۱۳۸۹ (۱۶ مه ۲۰۱۰) در تهران بازداشت شد.
به گفته دختر آقای آرمین، این ماموران حکم بازداشت و تفتیش منزل را همراه داشتند و بعد از تفتیش خانه، آقای آرمین را بازداشت کردند.بی بی سی فارسی ،خبر آن لاین
- حزب‌الله خواستار تشکیل ایالات متحده اسلامی شد

آیت الله محمد باقر خرازی، دبیر کل حزب الله ایران، خواستار تشکیل «ایالات متحده اسلامی» در خاورمیانه شد که یک سوی آن افغانستان، و یک سوی دیگر آن اراضی فلسطین است. آسوشیتد پرس، هافینگتن پست
- نمایندگان مجلس خواستار برخورد سریع با 'سران فتنه' شدند

۱۷۵ نفر از نمایندگان مجلس شورای اسلامی در نامه‌ای خطاب به رییس قوه قضاییه ایران از او خواسته‌اند با «سران فتنه» هر چه سریعتر برخورد کند.بی سی فارسیرادیو فردا
- سارکوزی به استفبال  کلوتیلد ریس  می‌رود

کاخ ریاست جمهوری فرانسه می‌گوید که نیکلا سارکوزی به محض ورود کلوتیلد ریس به پاریس، در کاخ الیزه پذیرای وی و خانواده‌اش خواهد بود.کاخ ریاست جمهوری فرانسه در بیانیه‌ای گفته‌است که  ریس با یک هواپیمای دولتی فرانسه به فرودگاه دوبی منتقل شده و از آنجا رهسپار پاریس شده‌است.رادیو فردا

## ۱۷ مه ۲۰۱۰
- احمد توکلی:بیانیه تبادل سوخت هسته‌ای مصالح ملی را تأمین نمی‌کند

احمد توکلی در گفت و گو با یک خبرگزاری داخلی درباره بیانیه ایران ،برزیل و ترکیه اظهار داشت: در مفاد بیانیه دقت شود تا جان کلام به دست آید. این بیانیه تا اینجا، ایران را یکطرفه متعهد می‌سازد که کل ۱۲۰۰ کیلو اورانیوم ۳٫۵ درصدی خود را از تسلط خویش خارج کند و به خاک ترکیه منتقل کرده و تحت سلطه آن کشور قرار دهد بدون آنکه طرف پرمدعای غربی هیچ تعهدی بسپارد.الف ،خبر آن لاین+متن بیانیه
- اخراج قاتل آخرین نخست وزیر پهلوی از از خاک فرانسه

یک مقام دولت فرانسه گفت که علی وکیلی راد، شهروند ایرانی که هجده سال پیش به اتهام قتل شاهپور بختیار به حبس ابد محکوم شد و در زندان است، در صورت موافقت دادگاه فرانسه از خاک این کشور اخراج می‌شود. وزیر کشور فرانسه روز دوشنبه ۱۷ مه (۲۷ اردیبهشت) حکم اخراج آقای وکیلی راد را امضاء می‌کند. در صورت موافقت دادگاه فرانسه با اجرای حکم، او باید به طور مستقیم از زندان به فرودگاه رفته، سپس خاک فرانسه را ترک کند. رسانه‌های نزدیک به دولت ایران اتهامات وارده به آقای وکیلی راد را واهی توصیف کردند در همین حال وزیر امورخارجه فرانسه هم احتمال توافق پشت پرده برسر آزادی خانم ریس را رد کرده‌است. فارس،خبر آن لاین، بی‌بی‌سی فارسی
- ایران موافقت خود را با تحویل اورانیوم غنی شده اعلام کرد

ایران در جریان مذاکرات سه جانبه خود با برزیل و ترکیه در تهران،  با مبادله بخش عمده اورانیوم غنی شده  با سوخت رآکتور تحقیقاتی تهران موافقت کرده‌است.بر اساس این توافق ترکیه محل مبادله سوخت هسته‌ای ایران است.تی.آر.تی فارسی ،بی بی سی فارسی+جزئیات و متن بیانیه
- هواپیمای مسافربری افغان با بیش از چهل سرنشین سقوط کرد

یک فروند هواپیمای مسافربری افغانستان با بیش از چهل سرنشین در مسیر پرواز داخلی سقوط کرده‌است.روز دوشنبه، ۲۷ ثور/اردیبهشت (۱۷ مه)، وزارت داخله (کشور) افغانستان اعلام کرد که یک فروند هواپیمای مسافربری متعلق به شرکت هواپیمایی خصوصی پامیر با سی و هشت مسافر و پنج خدمه در مسیر پرواز داخلی از قندوز، در شمال افغانستان، به کابل، پایتخت، سقوط کرده‌است.بی بی سی فارسی
- اتحادیه اروپا توافق تهران را ناکافی دانست

اتحادیه اروپا و فرانسه در واکنش به توافق‌نامه تهران برای مبادله سوخت هسته‌ای، از امضای آن استقبال کردند، اما در عین حال آن را ناکافی و «حاشیه‌ای» دانستند و اعلام کردند که هم‌چنان برای وضع تحریم‌های تازه علیه ایران در سازمان ملل تلاش خواهند کرد.رادیو فردا
- نخستین ملکه زیبایی مسلمان آمریکا

برای نخستین بار یک دختر مسلمان، برنده عنوان ملکه زیبایی ایالات متحده آمریکا شد.در مراسمی که دیشب در شهر لاس وگاس در آمریکا برگزار شد، ریما فقیه، دختر ۲۴ ساله لبنانی و ملکه زیبایی ایالت میشیگان به عنوان ملکه زیبایی آمریکا اعلام شد.بی بی سی فارسی

## ۱۸ مه ۲۰۱۰
- توافق آمریکا، روسیه و چین بر سر پیش نویس تحریم ایران

هیلاری کلینتون وزیر امور خارجه آمریکا اعلام کرد که  پنج عضو ثابت شورای امنیت سازمان ملل بر سر پیش نویس تحریم های تازه علیه ایران به توافق رسیده اند ومتن این پیش نویس امروز  بین ۱۵ کشور عضو این شورا منتشر خواهد شد.بی بی سی فارسی
- دستور آزادی متهم ترور شاپور بختیار صادر شد

دستور آزادی علی وکیلی راد توسط دادگاهی در فرانسه صادر شده‌است. وی که به اتهام ترور شاپور بختیار سال‌ها در زندان بود، بزودی با هواپیما راهی تهران خواهد شد. این آزادی چند روز پس از آزادی کلوتید ریس پژوهشگر فرانسوی که به جاسوسی متهم شده بود، از زندان ایرانی صورت گرفت. بی‌بی‌سی
- گفتگوی روسای جمهوری برزیل و روسیه درباره توافق ایران

دمیتری مدودف و لوئیس لولا داسیلوا، رئیس جمهور برزیل، درباره توافق تهران گفتگوی تلفنی انجام دادند. پس از این گفتگو، روسیه اعلام کرد که این توافق نیازمند رایزنی‌های بیشتر گروه ۵+۱ و تمامی طرفین ذینفع است. ریانووستی
- محافظ میرحسین موسوی بازداشت شد

سایت خبری «کلمه» گزارش داده‌است که احمد یزدانفر، سرپرست گروه محافظان میرحسین موسوی، در آستانه نخستین سالگرد انتخابات توسط ماموران دولتی بازداشت شده‌است. برخی از ناظران گفته‌اند که احتمال دارد بازداشت محافظ آقای موسوی مقدمه‌ای برای محدودیت‌های بیشتری علیه او باشد. بی‌بی‌سی فارسی
- روزنامه جمهوری اسلامی: بیانیه اجلاس تهران یعنی عقب نشینی کامل ایران

روزنامه جمهوری اسلامی توافق هسته‌ای اخیر ایران را برخلاف سیاست محوری نظام جمهوری اسلامی و نظرات رهبر این کشور آیت الله خامنه‌ای توصیف کرد. خبر آن لاین
- عباس کیارستمی خواستار آزادی جعفر پناهی شد

عباس کیارستمی که در جشنواره کن حضور پیدا کرده است در یک کنفرانس خبری خواستار آزادی جعفر پناهی شد.خبرگزاری فرانسه
- مجلس ایران  با تفحص از بازداشتگاه‌ها مخالفت کرد

نمایندگان مجلس ایران با ۶۲ رأی موافق، ۹۰ رأی مخالف و ۱۱ رأی ممتنع، از مجموع ۲۰۲ نماینده حاضر ، تقاضای تحقیق و تفحص از وضعیت بازداشتگاه‌های این کشور را رد کردند.رادیو زمانه
- وزارت علوم ایران: فرار مغز‌ها نداریم

محمد مهدی نژاد نوری، معاون وزارت علوم، تحقیقات و فناوری ایران روز سه شنبه ۲۸ اردیبهشت (۱۸ مه) به خبرنگاران گفت که در ایران پدیده ای به عنوان "فرار مغز ها" وجود ندارد و آنچه هست، "گردش مغز هاست."بی بی سی فارسی

## ۱۹ مه ۲۰۱۰
- معاون نخست‌وزیر بریتانیا وعده بزرگترین اصلاحات در ۲۰۰ سال گذشته را داد

نیک کلگ معاون نخست‌وزیر بریتانیا و رهبر حزب لیبرال دموکرات، وعده داد که بزرگترین اصلاحات سیاسی بریتانیا از سال ۱۸۳۲ تاکنون را به اجرا درآورد. وی گفت بریتانیا زمانی گهواره دموکراسی نوین بوده اما امروزه یکی از متمرکزترین دولت‌های اروپایی را دارا است. او وعده داد که برنامه‌های خود برای تمرکززدایی از دولت را آغاز کند و گفت که دولت بریتانیا از واگذار کردن قدرت به مردم هراسی ندارد. از مهمترین برنامه‌های دولت می‌توان به حذف کارت‌های شناسایی ملی، حذف گذرنامه‌های بیومتریک نسل دوم، قانونمندتر کردن دوربین‌های مداربسته، تثبیت طول دوره‌های پارلمانی و انتخابی کردن اعضای مجلس اعیان را نام برد. بی‌بی‌سی، گاردین
- دادستان تهران درباره اعدام‌های اخیر در زندان اوین توضیح داد

دادستان عمومی و انقلاب تهران، با بی‌اساس خواندن ادعاها و جنگ تبلیغاتی کشورهای غربی درباره اعدام چند تن از اعضای گروهک‌های ضدانقلاب، گفت که مراحل قانونی محاکمه این افراد، طی چند سال طی شده‌است.خبر آن لاین
- سپاه بازداشت محافظ موسوی را تکذیب کرد

ستاد حفاظت انصار المهدی که از زیر مجموعه‌های سپاه پاسداران انقلاب اسلامی و مسئول تربیت نیروهای امنیتی برای حفاظت از سران حکومتی در ایران است، با صدور اطلاعیه‌ای خبر دستگیری سرپرست تیم حفاظتی میرحسین موسوی را تکذیب کرد و گفت که ماموریت یزدانفر طبق ضوابط جاری به پایان رسیده و صرفا جابجایی کاری صورت گرفته‌است. بی‌بی‌سی فارسی
- محکومیت دو فعال دانشجویی به حبس در ایران

شعبه ۲۸ دادگاه انقلاب تهران ،بهاره هدایت سخنگوی دفتر تحکیم وحدت به ۹  و نیم سال زندان و میلاد اسدی، عضو شورای مرکزی این دفتر را به ۷ سال زندان محکوم کرد.بی بی سی فارسی
- ستایش رسانه‌های دولتی ایران از ارغوان رضایی

قهرمانی ارغوان رضایی تنیس باز ایرانی‌الاصل فرانسوی در مسابقات اوپن مادرید، با واکنش مثبت رسانه‌های دولتی در ایران مواجه شده برخی آن را «لحظه بزرگی برای رضایی‏‏، خانواده او و ایرانیان سراسر جهان» نامیده‌اند. شبکه برون‌مرزی جام جم در اقدامی سنت‌شکنانه از خانم رضایی برای حضور در گفتگویی زنده دعوت کرده‌است. این در حالی است که صدا و سیما پس از انقلاب هیچگاه تصویری از تنیس زنان را پخش نکرده‌است. بی‌بی‌سی فارسی
- روسیه نگران مقاصد آمریکا و اتحادیه اروپا برای تحریم یکجانبه ایران است

سرگئی لاوروف وزیر امور خارجه روسیه در گفتگوی تلفنی با هیلاری کلینتون وزیر امور خارجه آمریکا، نگرانی طرف روسی را در رابطه با امکان اعمال تحریم‌های یک‌جانبهٔ خارج از چارچوب مصوبات شورای امنیت و قوانین بین‌المللی علیه ایران، به اطلاع کلینتون رساند.او همچنین کلینتون را ازموافقت اصولی روسیه با قطعنامه پیشنهادی آگاه ساخت.ریانووستی ،رادیو فرانسه
- چین: پیشنویس قطعنامه مربوط به ایران تاثیری بر روابط اقتصادی ندارد

به گفته هیئت نمایندگی چین در سازمان ملل، پیشنویس قطعنامه شورای امنیت در رابطه با ایران که هم اکنون در نیویورک بررسی می‌شود، ارتباطات اقتصادی با ایران را در دستور کار خود ندارد و بر صلح، ثبات و بازرگانی معمول تاثیری نخواهد گذارد. ریانووستی
- قاتل بختیار به ایران بازگشت

علی وکیلی راد که ۱۸ سال به جرم قتل شاپور بختیار در فرانسه زندانی بود، پس از آزادی، این کشور را ترک کرد و به ایران بازگشت.به دنبال تایید حکم آزادی و اخراج آقای وکیلی راد در روز سه شنبه ۱۸ مه (۲۸ اردیبهشت)، او مستقیما از زندان به فرودگاه «ارلی» منتقل شد تا فرانسه را به مقصد تهران ترک کند.بی.بی.سی فارسی ،گزارش تصویری
- دو تن از رهبران مخالفان دولت تایلند تسلیم پلیس شدند.

پس از چند ساعت نبرد بین نیروهای دولتی و مخالفان در پایتخت تایلند، دو تن از رهبران مخالفان با تسلیم خود به پلیس، خواستار توقف درگیری شده‌اند.بی بی سی فارسی
- حمله شورشیان افغان به پایگاه بگرام

ناتو می‌گوید هفت شورشی در جریان حمله‌ای به پایگاه هوایی بگرام در افغانستان کشته شده‌اند.پنج سرباز ناتو در جریان این درگیری که گفته می‌شود حالا پایان یافته، زخمی شده‌اند.بی بی سی فارسی

## ۲۰ مه ۲۰۱۰
- فرانسه: بيشتر اعضای شورای امنيت با تحريم ايران موافقند

برنارد کوشنر، وزير خارجه فرانسه،  با اعلام اینکه  فقط سه کشور از ۱۵ عضو شورای امنيت سازمان ملل با تحریم علیه ایران  همراه نشده‌اند افزود که انتظار می‌رود آرای کافی برای تصويب  قطعنامه وجود داشته باشد. دیپلمات‌ها می‌گویند که سه کشور مردد به امضای این قطع‌نامه، ترکیه، برزیل و لبنان هستند. ترکیه و برزیل روز دوشنبه پیمانی هسته‌ای با ایران امضا کردند که منظور از آن پیشگیری از تحریم‌های جهانی علیه جمهوری اسلامی ایران بود.  دولت لبنان به خاطر حضور گروه حزب‌الله لبنان در ائتلاف دولتی خود، نمی‌تواند مواضع چندان مخالفی نسبت به ایران اتخاذ کند. رادیو فردا، رادیو فرانسه
- دانشمندان موفق به ساخت زندگی با دی‌ان‌ای مصنوعی شدند

کریگ ونتر و همکارانش در مریلند و کالیفرنیا‌ موفق شدند برای نخستین بار، با کارگذاری یک دی‌ان‌ای مصنوعی در سلول بنیادی، موجودی زنده ایجاد کنند که از دستورالعمل‌های ژنتیکی دی‌ان‌ای مصنوعی پیروی می‌کند. بی‌بی‌سی
- جعفر پناهی با خانواده و وکیلش ملاقات کرد

جعفر پناهی، سینماگر بازداشت شده ایرانی، روز پنجشنبه ۳۰ اردیبهشت ۸۹ (۲۰ مه ۲۰۱۰) با خانواده و وکیلش در زندان اوین ملاقات کرد. فریده غیرت، وکیل جعفر پناهی، به بی‌بی‌سی فارسی گفت آقای پناهی صبح روز پنجشنبه ابتدا با وکیل و سپس با خانواده خود دیدار کرده که در هر دوی این دیدارها عباس جعفری دولت‌آبادی، دادستان تهران، حضور داشته‌است. آقای پناهی دو روز پیش با ارسال نامه‌ای از داخل زندان اوین اعلام کرده بود از روز یکشنبه ۲۶ اردیبهشت در اعتراض به شرایطش در زندان دست به اعتصاب غذای نامحدود زده‌است. بی‌بی‌سی فارسی
- انتقاد رئیس جمهور برزیل از طرح تشدید تحریم ایران

لوئیس لولا داسیلوا، رئیس جمهوری برزیل گفت که در حالی که ایران عزم خود را برای مذاکره درباره مناقشه هسته‌ای نشان داده است، دیگر کشورها هم باید همین کار را انجام دهند. وی به‌طور غیرمستقیم از رویکرد آمریکا و سایر اعضای غربی شورای امنیت به توافق به دست آمده انتقاد کرد و گفت: «افرادی وجود دارند که نمی‌دانند چگونه بدون وجود دشمن به کار سیاست بپردازند.» ترکیه و برزیل دو عضو غیردائمی شورای امنیت هستند و مخالفت خود را با پیش نویس قطعنامه ارائه شده به شورای امنیت اعلام کرده‌اند. بی‌بی‌سی فارسی
- رحیم مشایی: در۱۵سال دیگر میلیونها نفر از مردم دنیا در خدمت ملت ایران قرار می‌گیرند

رئیس دفتر نهاد ریاست جمهوری با اعلام خطر برای اهل ایمان به دلیل نداشتن آگاهی و معرفت تصریح کرد: اگر تحلیل درست از شرایط نداشته باشیم تحت تاثیر تحلیل دشمن، عمل می‌کنیم. اسفندیار رحیم مشایی با اعلام اینکه نباید در ایران بیکاری داشته باشیم، گفت: امروزه باید میلیون‌ها نفر از مردم دنیا در خدمت ملت ایران باشند و این اتفاق تا ۱۵ سال آینده روی می‌دهد. خبر آن لاین
- یافته‌های تازه دانشمندان درباره ماده تاریک

فیزیکدانان در آزمایشگاه فرمی در آمریکا پس از انجام آزمایش برخورد ذرات بنیادی پروتون و ضدپروتون، دریافتند که میزان تولید مادّه و ماده تاریک در اثر این برخورد نامتقارن است و میزان پیدایش مادهٔ معمولی در حدود یک درصد بیشتر از ماده تاریک است. بی‌بی‌سی
- انجام موفقیت‌آمیز ماموریت شاتل آتلانتیس

شاتل فضایی آتلانتیس یکی از بخش‌های روسی ایستگاه فضایی بین‌المللی را با موفقیت به ایستگاه متصل کرد. این بخش ۷ متری که «راسوِت» نام دارد، توسط بازوی روباتیک شاتل به دریچه اتصال مربوطه در ایستگاه متصل شد. سازمان فضایی روسیه، بی‌بی‌سی
- انتصاب وزیر اینترنت پهن‌باند در بریتانیا

دولت ائتلافی دیوید کامرون پست جدیدی با عنوان «وزارت اینترنت پهن‌باند» ایجاد کرد و ادوارد ویزی را به عنوان وزیر منصوب کرد. این مقام وزارت وظیفه اجرای قانون اقتصاد دیجیتال را بر عهده دارد که بخشی از آن اجرای طرح توسعه خطوط اینترنتی بسیار سریع به تمام نقاط کشور است. رجسیتر، ThinkBroadband، بی‌بی‌سی
- گزینش بهترین آثار معماری جهان در سال ۲۰۱۰

موسسه سلطنتی معماری بریتانیا فهرست برگزیدگان تاثیرگذارترین آثار معماری جهان در سال ۲۰۱۰ را اعلام کرد. در این فهرست، موزه ملی هنر قرن بیست و یکم در شهر رم اثر زها حدید، فرودگاهی در اروگوئه اثر رافائل وینولی، و ساختمان پاویون بریتانیا در نمایشگاه جهانی شانگهای ۲۰۱۰ به چشم می‌خورند. بی‌بی‌سی (با تصویر)
- غرق شدن ناوچه کره جنوبی بخاطر اژدر زیردریایی کره شمالی بود

بازرسان بین‌المللی اعلام کردند که علت غرق شدن ناوچه کره جنوبی در ماه مارس ۲۰۱۰ شلیک اژدر از یک زیردریایی کره شمالی در آب‌های مرزی دو کشور بوده‌است. در آن رویداد ۴۶ ملوان کره جنوبی کشته شدند. بی‌بی‌سی فارسی
- روزنامه جمهوری اسلامی: معلوم نیست چرا دولت پذیرفته مبادله اورانیوم نه همزمان باشد و نه در خاک ایران

روزنامه جمهوری اسلامی مجددا به انتقاد از توافقنامه تهران پرداخت و نوشت: پیش از این به ایران پیشنهاد شده بود که می‌تواند اورانیوم ۳٫۵ درصد خود را به روسیه و سپس به فرانسه منتقل کند تا سپس در فرایندی حدودا یکساله سوخت دریافت کند اما پس از آن براساس رهنمودهای رهبر معظم انقلاب خواستار مبادله همزمان اورانیوم غنی شده در برابر سوخت شدیم که آن نیز مورد موافقت گروه وین قرار گرفت اما چه شد که اکنون به تغییر زمانی یکساله تن داده‌ایم؟ خبر آنلاین
- دیدار مادران سه کوهنورد آمریکایی با فرزندانشان در ایران

مادران سه کوهنورد آمریکایی بازداشت شده در ایران با فرزندان خود دیدار کردند. همچنین وکیل ایرانی این سه بازداشت شده اعلام کرده که مقامات ایران اجازه همراهی این وکیل دراین دیدار را ندادند. Ap، پرس تی‌وی

## ۲۱ مه ۲۰۱۰
- نخست وزیر ترکیه از اوباما خواست که به توافق تهران توجه کند

رجب طیب اردوغان، رئیس جمهور ترکیه در نامه‌ای به باراک اوباما با اشاره به توافق هسته‌ای تهران، آن را دریچه مهمی برای حل و فصل دیپلماتیک مناقشه برنامه هسته‌ای ایران دانست. او از اوباما خواست تا توافقی را که ترکیه و برزیل برای مبادله سوخت اتمی با ایران به دست آورده اند، نادیده نگیرد. بی‌بی‌سی فارسی
- آزادی دو ایرانی از زندان آمریکا در عراق

به گزارش رادیو دولتی ایران، دو مرد ایرانی که بگفته سفیر ایران به جرم نداشتن گذرنامه توسط نیروهای آمریکایی در عراق بازداشت و چندین سال زندانی شده بودند، سرانجام توسط دولت عراق آزاد و به سفارت جمهوری اسلامی در بغداد تحویل شدند. به گفته سفیر ایران در عراق، یکی از این دو نفر هفت سال و دیگری سه سال پیش توسط نیروهای آمریکایی بازداشت و زندانی شده بودند. خبر آزادی دو شهروند بازداشتی ایران در عراق در حالی انتشار یافت که روز گذشته، سه شهروند آمریکایی بازداشتی در ایران پس از ده ماه حبس، با مادران خود در تهران دیدار کردند. بی‌بی‌سی فارسی
- ضرب و شتم شدید نوری زاد در اوین

به گزارش رسانه‌های مخالفان دولت در ایران، محمد نوری زاد، روزنامه‌نگار و سینماگر ایرانی، در زندان اوین مورد ضرب و شتم ماموران قرار گرفته و در اعتراض به این مسئله اعتصاب غذا کرده است. بی‌بی‌سی فارسی، کلمه
- مهین شهابی از کما خارج شد

روند درمان و بهبودی مهین شهابی مثبت است و هم‌اکنون وی در بخش عمومی بستری است.
امیر اعلایی نوه مهین شهابی در گفت‌وگو با خبرنگار ایلنا با اعلام این مطلب اضافه کرد: میهن شهابی با تلاش پزشکان و یاری خداوند از کما خارج شده‌است و از بخش آی سی یو به بخش عمومی -داخلی منتقل شده‌است. وی ادامه داد: هم‌اکنون شهابی از هوشیاری مناسبی برخوردار است و به محرک‌های مختلف حسی پاسخ مناسب می‌دهد و همچنین قدرت شنوایی وی نیز مطلوب است اما از لحاظ تکلم کمی دچار مشکل است. اعلایی افزود: تغذیه غذایی مهین شهابی هم‌اکنون از طریق سرم و لوله‌های مخصوص انجام می‌شود. مهین شهابی بازیگر پیشکسوت سینمای ایران از آغاز سال جاری به دلیل ابتلا به تومور مغزی در بیمارستان پارس بستری شده‌است.  ایلنا
- کاریکاتوریست آمریکایی از مسلمانان عذرخواهی کرد

مالی نوریس  ،هنرمند آمریکایی که کاریکاتورش موجب بروز جنجالی در اینترنت و تشویق بسیاری دیگر برای به تصویر کشیدن پیامبر اسلام شد از مسلمانان عذرخواهی کرد.بی بی سی فارسی

## ۲۲ مه ۲۰۱۰
- ۹ کشته و مفقود در سیل مشهد

شمار کشته شدگان وناپدیدشدگان سیل دیشب (جمعه) شهر  مشهد  به ۹ کشته و مفقود رسید.هفت نفر از این افراد کشته و دونفر ناپدید شدند.واحد مرکزی خبر
- معصومه سیحون درگذشت

معصومه سیحون، هنرمند نقاش و بنیانگذار گالری سیحون، یکی از نخستین گالری‌های هنری ایران، جمعه شب در سن ۷۵ سالگی و بر اثر خونریزی مغزی و کهولت سن درگذشت. خبر آنلاین
- نامه اردوغان به سران ۲۵ کشور درباره توافق تهران

رجب طیب اردوغان نخست‌وزیر ترکیه در نامه‌ای به سران بیست و پنج کشور، از جمله کشورهای گروه ۵+۱ و اعضای غیردائم شورای امنیت، از توافق هسته‌ای تهران که میان ترکیه، برزیل و ایران امضا شد، دفاع کرد. وی در این نامه با تاکید بر موضع دولت مطبوعش در مخالفت با سلاح‌های هسته‌ای، توافق‌نامه تهران را مهمترین قدم برای حل و فصل مناقشه هسته‌ای ایران از طریق دیپلماتیک نامید و از همه خواستکه با خوشبینی به این توافق نگاه کنند و تصمیمی خارج از این توافقنامه نگیرند که باعث شکست این راه حل دیپلماتیک شود. بی‌بی‌سی فارسی
- سه راهکار خاتمی برای حل مشکلات یک ساله اخیر

سید محمد خاتمی با نامیدن خرداد به عنوان «ماه مردم»، آزادی زندانیان سیاسی، آزادی مطبوعات و تشکل‌ها  و حرکت به سوی انتخابات آزاد و سالم را برای حل مشکلات یک سال اخیر کشور پیشنهاد کرد.  وی افزود «می‌توان خرداد امسال را با تصمیم درست در این زمینه و اعلام آن از سوی موثران نظام و احترام به مردم همچون خردادهای گذشته سرشار از امید و نشاط کرد.» بی‌بی‌سی فارسی، خبر آنلاین
- فیلمسازان ایرانی:به دلایل انسانی و صنفی پناهی را آزاد کنید

در نامه‌ای سرگشاده خطاب به دولت جمهوری اسلامی، ۸۵ تن از سینماگران ایرانی  خواستار آزادی جعفر پناهی، کارگردان ایرانی شدند.بی‌بی‌سی فارسی ،رادیو فرانسه
- ده‌ها نفر در سانحه هوایی در هند کشته شدند

در پی خارج شدن یک فروند هواپیمای مسافربری بوئینگ ۷۳۷ از باند فرودگاه شهر مانگالور در جنوب هند، ده‌ها تن از سرنشینان هواپیما جان باختند. بی‌بی‌سی فارسی، خبر آنلاین
- پنجاهمین پرتاب موشک آریان ۵ به مدار

پنجاهمین پرتاب موشک ماهواره‌بر آریان-۵ از پایگاه فضایی گویان به مدار زمین پرتاب شد و دو ماهواره بزرگ مخابراتی روی‌هم با وزن ۸ تن را در مدار قرار داد. موشک آریان-۵ تاکنون نیمی از ماهواره‌های سنگین‌وزن دنیا را در مدار قرار داده‌است. آریان‌اسپاس، بی‌بی‌سی (همراه ویدئو)
- پسر ۱۳ ساله رکوردار جوانترین انسان در اورست

دانش‌آموز ۱۳ ساله آمریکایی از ایالت کالیفرنیا رکورد سنی جوان‌ترین فاتح قله اورست را شکست. وی پیش از اورست، بلندترین قله‌های اروپا، آمریکای شمالی و جنوبی و آفریقا را فتح کرده بود. بی‌بی‌سی
- ورود دانشجویان 'بدحجاب' به دانشگاه تهران ممنوع شد

حراست دانشگاه تهران از اجباری شدن مقنعه در این دانشگاه خبر داده و گفته‌است که از این پس از ورود دانشجویان بدحجاب دختر و پسر جلوگیری می‌شود.وی افزود موضوع برخورد با بدحجابی مختص دانشجویان دختر نیست و از ورود دانشجویان پسری که پوشش مناسب ندارند نیز به دانشگاه جلوگیری به عمل می‌آید. بی بی سی فارسی
- بارزانی حملات ترکیه و ایران به کردستان عراق را محکوم کرد

در یک بیانیه ، مسعود بارزانی رئیس دولت خودمختار کردستان عراق، خواستار توقف فوری نقض حاکمیت عراق توسط ایران و ترکیه شد.رادیو فردا

## ۲۳ مه ۲۰۱۰
- یک فیلم تایلندی برنده نخل طلای کن شد

فیلم تایلندی «عمو بونمی که زندگی‌های سابقش را به یاد می‌آورد» ساخته «آرپی چارت پونگ ویراستاگون» برنده نخل طلای جشنواره کن شد.همچنین ژولیت بینوش بازیگر فرانسوی فیلم کپی برابر اصل برنده جایزه بهترین بازیگر زن شد و در هنگام سخنرانی از جعفر پناهی کارگردان زندانی ایرانی یاد کرد.بی بی سی فارسی ،ای بی سی نیوز
- حدود نیمی از دانشجویان ایران در پنج رشته تحصیل می‌کنند

به گفته معاونت آموزشی وزارت علوم، تحقیقات و فناوری، چهل درصد از جمعیت سه و نیم میلیونی دانشجویان ایران در پنج رشته حسابداری، حقوق، مهندسی کامپیوتر، مهندسی برق و مدیریت تحصیل می‌کنند. این در حالی است که در دانشگاه‌های ایران بیش از یکصد رشته تدریس می‌شود. بی‌بی‌سی فارسی
- کوشنر: توافقنامه، پروندۀ اتمی ایران را شفاف نکرده‌است

برنار کوشنر، وزیر امور خارجه فرانسه پس از دیدار با وزیرخارجه ترکیه و پس از اطلاع از جزئیات  توافق ایران با برزیل و ترکیه برای ارسال اورانیوم به خارج از این کشور، اعلام کرد که هنوز پرونده هسته‌ای ایران کاملاً شفاف نیست. رادیو فرانسه

## ۲۴ مه ۲۰۱۰
- دو تن از گردشگران آمریکایی زندانی در ایران نامزد شده‌اند

دو تن از سه کوهنورد آمریکایی که سال پیش در ایران زندانی شدند گفته‌اند قصد دارند پس از آزادی با یکدیگر ازدواج کنند. مادران این دو که اخیرا با آنها در تهران دیدار داشتند خبر نامزدی آنها را اعلام کردند. دولت ایران اعلام آمادگی کرده‌است این سه نفر را با شهروندان زندانی ایران در آمریکا مبادله کند. بی‌بی‌سی فارسی ،خبر آن لاین
- اخراج دیپلمات اسرائیلی از استرالیا

دولت استرالیا در اعتراض به جعل چهار گذرنامه استرالیایی توسط اسرائیل، یک دیپلمات اسرائیلی را اخراج کرد. گذرنامه‌های جعلی توسط چند نفر برای ترور یکی از رهبران حماس در دوبی مورد استفاده قرار گرفته بود. بی‌بی‌سی فارسی
- اعتراض مادر مجید توکلی نسبت به وضعیت پسرش در زندان

مادر مجید توکلی نسبت به وضعیت خطرناک این دانشجوی زندانی که در سلول انفرادی اعتصاب غذا کرده‌است ابراز نگرانی کرد و گفت: پسر من نه هنرمند است و نه سیاستمدار، دنیا او را نمی‌شناسد که برای اعتصاب او گریه کند، گریه‌های ما را هم که کسی نمی‌بیند. فکر نمی‌کنم هیچ سیاستمداری هم خبر اعتصاب او را شنیده باشد.جرس
- پرسپولیس قهرمان جام حذفی ایران شد

تیم فوتبال پرسپولیس با برتری مقابل گسترش فولاد و قهرمانی در جام حذفی راهی لیگ قهرمانان آسیا شد. دیدار برگشت پرسپولیس و گسترش فولاد از ساعت ۱۸ امروز و در حضور ۱۰۰ هزار تماشاگر در ورزشگاه آزادی آغاز شد و پرسپولیس با نتیجه ۳ بر یک حریف تبریزی خود را شکست داد.Football3.ir
- موسوی و کروبی: درباره رویدادهای خردادماه اطلاع رسانی شود

با نزدیک شدن سالگرد انتخابات بحث برانگیز ریاست جمهوری ایران، رهبران مخالف دولت خواستار اطلاع رسانی در این زمینه شده‌اند و پایگاه‌های اطلاع رسانی مخالفان هم بیانیه مشترکی را به این مناسبت منتشر کرده‌اند. روز دوشنبه، ۳ خرداد (۲۴ مه)، سایت‌های سحام نیوز و کلمه، که اخبار و گزارش‌های مخالفان دولت را منعکس می‌کنند، گزارش کردند که در دیدار مهدی کروبی، دبیرکل حزب اعتماد ملی با میر حسین موسوی، یکی دیگر از رهبران مخالف دولت، در باره مسایل سیاسی و امنیتی کشور در آستانه نخستین سالگرد انتخابات دهمین دوره ریاست جمهوری مذاکره و رایزنی شده‌است.بی‌بی‌سی فارسی
- عبدالحمید ریگی اعدام شد

عبدالحمید ریگی برادر عبدالمالک ریگی در محوطه زندان شهر زاهدان اعدام شد. بی بی سی فارسی،
تابناک+عکس
- اعتراض در هنگام سخنرانی احمدی نژاد در خرمشهر

هنگام سخنرانی محمود احمدی نژاد  در شهر خرمشهر گروهی از مردم با شعار «ما بی‌کاریم» سخنان او را دچار اخلال کردند. خبرگزاری آشویتدپرس، بی بی سی فارسی،
بی بی سی انگلیسی،
رویترز، خبر آنلاین
- سریال لاست تمام شد

شب گذشته در شرایطی آخرین قسمت از سریال تلویزیونی لاست به مدت دوساعت و نیم در سرتاسر جهان به روی آنتن رفت که به سوالات زیادی که سال‌ها در ذهن بینندگان شکل گرفته بود، پاسخ داده شد. ایسنا،
تابناک ،ان‌پی‌آر،
شبکه ان‌بی‌سی

## ۲۵ مه ۲۰۱۰
- کره شمالی روابط خود را با کره جنوبی قطع کرد

کره شمالی اعلام کرده که کلیه روابط خود با کره جنوبی را قطع کرده‌است.اعلام این تصمیم در پی بحران در روابط این کشور با کره جنوبی به دنبال غرق شدن یک کشتی جنگی متعلق به کره جنوبی در ماه مارس گذشته‌است.دولت کره جنوبی روز ۲۳ ماه مه، ممنوعیت ورود کشتی‌های کره شمالی به آبهای کره جنوبی را اعلام کرد و همچنین گفت تجارت با کره شمالی را به حال تعلیق در می‌آورد.کره جنوبی همچنین اعلام کرده بود که از همسایه شمالی خود به شورای امنیت سازمان ملل متحد شکایت خواهد کرد.اعلام این تصمیم‌ها پس از انتشار گزارشی بود که کره شمالی را در ارتباط با غرق شدن کشتی جنگی کره جنوبی مقصر شناخته بود.بی‌بی‌سی فارسی
- وزیر علوم: محمدرضا رحیمی هیچگاه دکتری نداشته‌است

کامران دانشجو وزیر علوم ایران در جلسه اخیر هیات دولت  گزارش تحقیقات خود درباره مدرک تحصیلی محمدرضا رحیمی را به هیات دولت ارائه کرد و در این گزارش اعلام کرد محمدرضا رحیمی، مدرک دکتری ندارد و مدرک ارایه شده از سوی او فاقد صحت و اعتبار است. در این جلسه محمود احمدی نژاد پس از استماع گزارش وزیر علوم اعلام کرد آقای رحیمی از مدرک دکتری استفاده نمی‌کنند و دیگران هم نباید ایشان را دکتر خطاب کنند. محمدرضا رحیمی در زمان ریاست بر دیوان محاسبات نامه‌های خود را با عنوان دکتر امضا می‌کرد و در زمان حضور در دولت هم سایت رسمی دفتر امور رسانه‌های ریاست جمهوری (president.ir) وی را «دکتر محمدرضا رحیمی» می‌نامید. وی در سال ۱۳۸۲ با عنوان «دکتر محمد رضا رحیمی»، ریاست دانشکده حقوق دانشگاه آزاد واحد تهران را به عهده داشته‌است. یا این حال، رحیمی از الیاس نادران بابت اینکه چرا این نماینده گفته که رحیمی ادعای داشتن دکتری کرده است شکایت کرده است. پس از گزارش وزیر علوم هیچ برخوردی با رحیمی بابت این سوء استفاده‌ها انجام نگرفت و رسانه  دولتی ایرنا درصدد توجیه امر برآمد؛ در حالی كه پرونده فساد اقتصادی رحیمی در ماجراهای خانه فاطمی در دستور كار قضايی قرار دارد. الف ،الف۲
- سه ماهواره ایرانی در نوبت پرتاب قرار گرفتند

به گفته صنعت سامانه‌‏های فضایی صنایع الکترونیک ایران، مراحل آزمایش و آماده‌سازی پرتاب سه ماهوارهٔ ملی «طلوع»، «نوید» و «مصباح ۲» در دست اقدام است و این ماهواره‌ها در نوبت زمان‌بندی برای پرتاب قرار دارند. این ماهواره‌ها بوسیله موشک‌های پرتابگر داخلی در مدار قرار خواهند گرفت و در شرایطی نیز ممکن است برای برخی ملاحظات مدیریتی از پرتابگرهای خارجی کمک گرفته شود. ماهواره طلوع نخستین ماهوارهٔ سنجشی بومی ایران برای تصاویربرداری عملیاتی و سنجش از دور، ماهواره نوید یک ماهوارهٔ پژوهشی دانشگاهی، و ماهواره مصباح ۲ ماهواره‌ای مخابراتی و نمونهٔ اصلاح‌شده و توسعه‌یافتهٔ مصباح ۱ است. ریانووستی
- ارتش آمریکا درصدد گسترش عملیات سری در خاورمیانه

به گزارش نیویورک تایمز، اختیارات واحدهای ویژه ارتش آمریکا (کماندوهای آمریکایی) برای انجام عملیات سری در کشورهای ایران، یمن، عربستان و دیگر کشورهای خاورمیانه و آسیای مرکزی گسترش یافته‌است، و هرگونه عملیات سری ارتش آمریکا در داخل ایران شامل جمع‌آوری اطلاعات از اهداف اتمی یا شناسایی گروه‌های مخالف دولت ایران برای حملات احتمالی آتی خواهد بود. نیویورک تایمز، بی‌بی‌سی فارسی
- پلیس  تهران درباره تظاهرات ۲۲ خرداد هشدار داد

حسین ساجدی نیا،فرمانده انتظامی تهران بزرگ ،علیه برگزاری تظاهرات در نخستین سالگرد انتخابات  دهمین دوره ریاست جمهوری ایران هشدار داد.بی بی سی فارسی
- جعفر پناهی به طور موقت آزاد شد

جعفر پناهی، کارگردان سینمای ایران، امروز سه شنبه، ۴ خرداد (۲۵ مه) با پرداخت ۲۰۰ میلیون تومان وثیقه به طور موقت آزاد شد.آقای پناهی روز دهم اسفند سال گذشته (اول مارس ۲۰۱۰) در منزلش بازداشت شده بود.جعفر پناهی در انتخابات ریاست جمهوری از میرحسین موسوی حمایت می‌کرد.اتهام او هنوز به طور رسمی مشخص نشده‌است اما برخی سایت‌های خبری در ایران دلیل بازداشت او را 'تصمیم به ساختن فیلمی درباره اعتراضات پس از انتخابات ایران' عنوان کرده بودند.آقای پناهی پس از نزدیک به هشتاد روز بازداشت، در اعتراض به شرایطش در زندان از روز یکشنبه ۲۶ اردیبهشت (۱۶ مه) دست به اعتصاب غذا زده بود.بی‌بی‌سی فارسی
- آغاز به کار پارلمان جدید بریتانیا

پارلمان جدید بریتانیا طی مراسمی ویژه و با سخنرانی ملکه آغاز به کار کرد. این نخستین دولت ائتلافی بریتانیا در دوره زمامداری الیزابت دوم است. بی‌بی‌سی فارسی (همراه ویدئو)

## ۲۶ مه ۲۰۱۰
- شرکت اپل بزرگترین شرکت فناوری جهان شد

شرکت اپل با شکستن رکورد مایکروسافت، تبدیل به بزرگترین شرکت فناوری جهان شد. پس از تغییرات ارزش سهام شرکت‌ها در روز چهارشنبه، ارزش کل شرکت‌های اپل و مایکروسافت به ترتیب به ۲۲۲ میلیارد و ۲۱۹ میلیارد دلار رسید و بدین ترتیب اپل توانست بر مایکروسافت غلبه کند. شرکت اپل علاوه بر کامپیوترهای شخصی، درآمد سرشاری از محصولات پرطرفدارش مانند آی‌پاد و آی‌فون و خدمات فروش موسیقی و فیلم از طریق اینترنت کسب کرده‌است. بی‌بی‌سی، نیویورک تایمز
- میرحسین موسوی: خرافات در خدمت فساد سازمان‌یافته‌ است

میرحسین موسوی از رهبران مخالف دولت گفت «امروزه در ایران، خرافات در خدمت فساد سازمان‌یافته سیاسی و اقتصادی قرار گرفته‌است». موسوی حذف سازمان مدیریت و برنامه‌ریزی، حساسیت به کلیدواژه توسعه و پشت سر انداختن برنامه‌های پنج ساله توسعه را نشانه‌ای از «رسوخ تفکر خرافی در بدنه حکومت» دانست.رادیو زمانه
- مشاور مدودف احمدی نژاد را به «عوام فریبی» متهم کرد

سرگئی پیریخودکو، مشاور ارشد سیاست خارجی دولت روسیه در واکنش به اظهار نظر محمود احمدی نژاد درباره حمایت روسیه از تصویب پیش نویس قطعنامه جدید علیه برنامه هسته‌ای ایران ، او را به «عوام فریبی سیاسی» متهم کرد.بی بی سی فارسی
- احمدی‌نژاد آمریکا و روسیه را به حمایت از تفاهمنامه ایران فراخواند

محمود احمدی‌نژاد روسیه و آمریکا را به حمایت از تفاهمنامه سه جانبه تهران در مورد تبادل اورانیوم دعوت کرد. او طی پیامی تلویزیونی با اشاره به روسیه و آمریکا گفت: «بیانیه تهران بهترین موقعیت را بوجود آورده‌است، ما قدم بزرگی برداشتیم. مطلب بسیار مهمی است. بهانه‌ای بیش از این نباید وجود داشته باشد». وی افزود: «اوباما باید بداند که اگر این شانس را از دست بدهد مردم ایران شانس دیگری به او نخواهند داد».وی همچنین اعلام کرد که امروز توضیح دادن رفتار آقای مدودف به ملت ایران برای ما خیلی مشکل شده‌است. ریانووستی ،بی بی سی فارسی
- انتخابات هیات رئیسه مجلس برای سال سوم انجام شد

در جلسه علنی امروز، رای گیری برای تعیین رئیس و هیئت رئیسه مجلس هشتم برای سومین سال فعالیت در صحن مجلس شورای اسلامی برگزار و نتایج نهایی رای گیری اعلام شد. لاریجانی نماینده قم تنها نامزد ریاست مجلس شورای اسلامی بود که از ۲۵۸ رای مأخوذه ۲۱۴ رای را به خود اختصاص داد و ۴۴ رای نیز باطله یا سفید اعلام شد. محمد حسن ابوترابی فرد نماینده قزوین، سید شهاب الدین صدر نماینده تهران برای این نایب رئیسی مجلس کاندیدا شده بودند که از بین آنها ابوترابی فرد با ۱۸۸ رای و صدر با ۱۴۵ رای از مجموع ۲۶۵ رای به عنوان نواب رئیس انتخاب شدند. محمدرضا باهنر نماینده مردم تهران که طی دو سال اول مجلس هشتم، نایب رئیسی دوم مجلس را بر عهده داشت، پس از عدم رأی‌آوری در نشست مجمع عمومی فراکسیون اصولگرایان در انتخابات هیئت رئیسه، با اختلاف ۴ رأی از شهاب‌الدین صدر نماینده تهران از نایب رئیسی مجلس باز ماند و امروز در انتخابات اصلی هیئت رئیسه شرکت نکرد. الف، بی‌بی‌سی فارسی
- ۵ عضو جدید هیئت امنای دانشگاه آزاد معرفی شدند

محمدرضا مخبر دزفولی دبیر شورای عالی انقلاب فرهنگی اسامی ۵ عضو هیئت امنای دانشگاه آزاد را اعلام کرد که بر طبق آن، سید شهاب‌الدین صدر رئیس سازمان نظام پزشکی و نماینده تهران در مجلس شورای اسلامی، نسرین سلطانخواه معاون علمی فناوری رئیس جمهور و رئیس بنیاد ملی نخبگان، محمدحسن شجاعی فرد رئیس دانشکده مهندسی خودرو دانشگاه علم و صنعت، فرهاد دانشجو رئیس سابق دانشگاه تربیت مدرس و فرهاد رهبر رئیس دانشگاه تهران از سوی دبیر شورایعالی انقلاب فرهنگی به عنوان اعضای جدید هیئت امنای دانشگاه آزاد معرفی شدند. فارس

## ۲۷ مه ۲۰۱۰
- مرکل: برنامه هسته‌ای ایران شفاف نیست

آنگلا مرکل ، صدر اعظم آلمان ، در طی سخنانی در قطر اعلام کرد که به دلیل این که برنامه هسته‌ای ایران شفاف نیست، کار بر روی دور چهارم تحریم‌های ایران در شورای امنیت سازمان ملل متحد ادامه خواهد یافت.رادیو فردا
- اختلاف جدی آمریکا با برزیل بر سر ایران.

به گفته هیلاری کلینتون، وزیر امور خارجه آمریکا، ایالات متحده با برزیل بر سر نحوه حل مناقشه موجود درباره برنامه هسته‌ای ایران اختلافات جدی دارد. وی توافق برزیل با ایران را «کمک کردن به ایران برای وقت‌کُشی و برهم زدن اتحاد بین‌المللی در برابر برنامه اتمی این کشور» دانست و گفت که این همکاری وضع جهان را خطرناکتر می‌کند. در همین حال، بان کی مون، دبیرکل سازمان ملل متحد از میانجیگری برزیل و ترکیه استقبال کرد و آن را یک «قدم مثبت» دانست. وی «بی‌اعتمادی» را از علل اصلی اختلاف جامعه جهانی با ایران بر سر برنامه اتمی این کشور قلمداد کرد. بی‌بی‌سی فارسی
- گزارش سالانه عفو بین الملل درباره وضعیت حقوق بشر در جهان

عفو بین الملل، از سازمان‌های مدافع حقوق بشر، در گزارش سالانه خود وضعیت حقوق بشر در نقاط مختلف جهان به‌ویژه ایران را مورد بررسی قرار داده‌است. عفو بین‌الملل در گزارشی که روز پنجشنبه، ۶ خرداد (۲۷ مه)، منتشر کرده، با بررسی نحوه رعایت و موارد نقض حقوق بشر در یکصد و یازده کشور در طول یک سال گذشته، از آنچه که «سیاسی شدن مفهوم عدالت» در جهان نامیده انتقاد به عمل آورده و بسیاری از دولت‌های قدرتمند را متهم کرده که در روابط خارجی خود، منافع سیاسی را بر ملاحظات حقوق بشری مرجح می‌دانند. بی‌بی‌سی فارسی، وبسایت عفو بین‌الملل
- - وضعیت ایران

بخش عمده‌ای از گزارش عفو بین الملل در مورد ایران به مسائل بعد از انتخابات ریاست جمهوری سال گذشته می‌پردازد، انتخاباتی که از طرف هر سه کاندیدای شکست خورده مخدوش و همراه با تقلب توصیف شد.به گفته عفو بین الملل، پس از دستور مستقیم رهبر جمهوری اسلامی برای خاتمه دادن به تظاهرات اعتراضی مردم نسبت به تقلب در انتخابات، نیروهای امنیتی و در راس آن‌ها شبه نظامیان بسیجی، برای سرکوب تظاهرکنندگان به خیابان‌ها اعزام شدند. عفو بین الملل در تشریح نحوه برخورد ماموران امنیتی با تظاهرکنندگان، از قتل غیرقانونی معترضان سخن گفته و می‌نویسد که ماموران بسیجی با حمله به تظاهرکنندگان، راندن موتور سیکلت به داخل صف آنان و اقدامات دیگر در صدد رساندن آسیب جدی به معترضان برآمدند و در حالیکه مقامات دولتی از کشته شدن ۴۳ نفر در جریان تظاهرات خبر داده‌اند، منابع دیگر گفته‌اند که احتمال می‌رود آمار اصلی از یکصد نفر هم بیشتر باشد در حالیکه صدها تن دیگر هم زخمی شده‌اند. بازداشت‌های غیر قانونی ،شرایط نامناسب نگهداری بازداشت شدگان، قتل و تجاوز جنسی در بازداشتگاه‌ها، ارعاب، تهدید، محاکمات نمایشی و دستجمعی به اتهاماتی مبهم و نامشخص مانند تلاش برای به راه انداختن انقلاب مخملی یا اقدام علیه امنیت ملی از دیگر مواردی است که در گزارش سازمان عفو بین‌الملل به آن‌ها اشاره شده‌است.
- - انتقاد از اروپا و آمریکا

این گزارش همچنین ایالات متحده و کشورهای عضو اتحادیه اروپا را به خاطر جانبداری از اسرائیل هدف حمله قرار می‌دهد و می‌نویسد که این کشورها همچنان به حفاظت از اسرائیل در برابر اقدامات موثر در راستای پاسخگویی به اقدامات آن کشور در جنگ عزه ادامه می‌دهند.در ادامه عفو بین الملل دولت بریتانیا را به مانع تراشی در برابر انجام تحقیقات مستقل درباره ارتباط احتمالی این کشور با عملیات سازمان‌های اطلاعاتی ایالات متحده در زمینه بازداشت و حبس مظنونان به تروریسم در خارج از خاک آمریکا متهم می‌شود.
- - تحولات مثبت

عفو بین الملل در عین حال از برخی تحولات مثبت در خلال یک سال گذشته یاد می‌کند که از آن جمله بازداشت، محاکمه و محکومیت آلبرتو فوجیموری، رئیس جمهوری پیشین پرو به اتهام جنایت علیه بشریت، و محاکمه رینالدو بیگنونه، آخرین حاکم نظامی آرژانتین به جرم آدم ربایی و شکنجه در دوران زمامداری اوست.این گزارش همچنین تصمیم دادگاه کیفری بین المللی در صدور حکم بازداشت بین المللی رئیس جمهوری سودان به ظن ارتکاب جرایم جنگی را ستوده و آن را تحولی تاریخ ساز توصیف کرده‌است.
- وضعیت وخیم جسمی توکلی و گودرزی در پی اعتصاب غذا

وضعیت جسمانی مجید توکلی و کوهیار گودرزی که در اعتصاب غذا در اعتراض به شرایط بد زندان به سر می‌برند وخیم گزارش شده‌است.بی بی سی فارسی
- ضرغامی: ما پارازیت می‌فرستیم

در یک سخنرانی عزت الله ضرغامی رئیس سازمان صدا و سیما  ایران  دخالت این کشور در ارسال  پارازیت روی برنامه‌های ماهواره‌ای را تایید کرد.بی بی سی فارسی
- لاوروف:اظهارات احمدی نژاد احساسی بوده است

سرگئی لاوروف وزیر امور خارجه روسیه به انتقاد محمود احمدی نژاد از این کشور واکنش نشان داد و با ابراز تردیدنسبت به تعهد جمهوری اسلامی به توافق اتمی با ترکیه و برزیل اعلام کرد که این سخنان، اظهاراتی احساسی تعبیر شده‌است.بی بی سی فارسی
- اجرای تفاهم‌نامه تهران باعث حل صلح‌آمیز مسئله هسته‌ای خواهد شد